# うみねこのなく頃にの登場人物
うみねこのなく頃にの登場人物では、同人サークルである07th Expansionによって製作された同人ゲーム、『うみねこのなく頃に』『うみねこのなく頃に散』の登場人物について述べる。
以下の声優はドラマCD・アニメ・コンシューマ版において共通である（ただし収録スケジュールの関係などから、メディアによって一部声優が異なるキャラクターがいる）。また演の項の担当俳優は舞台『うみねこのなく頃に～Stage of the golden Witch～』の俳優である。
また、名前の横に*印が付けられた18人の男女は、六軒島大量殺人事件より後の時代の人々によって、「1986年10月4日から5日の間に、六軒島に滞在していた人物」と推測されている者たちである。

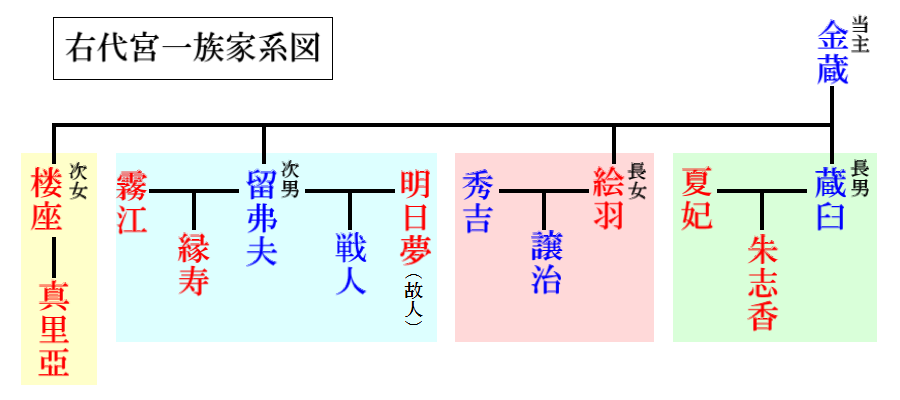
右代宮一族家系図
■男性■女性
■長男一家■長女一家■次男一家■次女一家

## 右代宮一族
| 右代宮家 座席順   | 右代宮家 座席順   |
| ----------------- | ----------------- |
| 序列 第1位 金蔵   |                   |
| 序列 第2位 蔵臼   | 序列 第3位 絵羽   |
| 序列 第4位 留弗夫 | 序列 第5位 楼座   |
| 序列 第6位 朱志香 | 序列 第7位 譲治   |
| 序列 第8位 戦人   | 序列 第9位 真里亞 |
| 序列 第10位 夏妃  | 序列 第11位 秀吉  |
| 序列 第12位 霧江  |                   |

### 本家
右代宮 金蔵（うしろみや きんぞう）*
声：麦人 / 青年時代：小野大輔 - 演 : 石坂勇（Episode1）、斎藤志郎（Episode2以降）
誕生日：8月17日　血液型：O型
右代宮家の現当主。元々は分家出身だが、関東大震災により本家が壊滅状態したため、当主に抜擢された経緯を持つ。
多指症で両足の指が六本ある。右代宮の歴代当主の中でも名君と称えられた者に多指症が多く、誕生の際「名君の再来なのでは」と期待されていた。
魔女「ベアトリーチェ」との契約により、10tもの黄金を授かったとされている。また、ベアトリーチェに心酔しており、再会を切望している。
1年前から余命3か月と宣告されている。また、酒好きであり医者に止められているにもかかわらず飲み続けていた。
西洋かぶれが高じて、4人の子に西洋風の名前をつけ、孫たちにもつけさせた（真里亞だけは楼座が命名）。
昔は非常に賢明で、ユーモアに富んだ好男児だった。若い時の外見は戦人に酷似している。
魔術師としての「ゴールドスミス」の姿が存在する（外見は変わりない）。この名前は魔導書を書くときのペンネームでもある。なお、本人の弁によると「金蔵」を英語風に読み替えたものでもあり、同時に「黄金を作り出す者」の意味でもある。
魔法的素質のない自分は魔法を使うことはできないが、召喚に関する技術は一品であり、人ならざる者たちを異界から召喚し、使役することができる。その力だけにおいてはベアトリーチェをも上まわる。
右代宮家は格式の点で他家から笑われており、金蔵自身も非常にコンプレックスを感じていた。このため格式があるうえに対立する他家を負かした際、その勝利の証として夏妃を手に入れ蔵臼の嫁とする。
1985年の親族会議以前に死亡していたとされ、長男夫婦と源次、南條、熊沢、紗音、嘉音によって死亡隠蔽が行われていた。
第二次世界大戦中、ただの傀儡にすぎない右代宮家当主としての人生に疲れ切ったことで死を望み、今の六軒島に兵士として配備されていた。しかし、そこでイタリア（サロ共和国）の潜水艦にいたベアトリーチェ･カスティリオーニ（通称：ビーチェ）と出会ったことで、彼女と恋して生きる希望を抱く。
潜水艦が隠し場所を求めて積んでいた10tの黄金をめぐり、サロ共和国兵と日本兵との間で争いが起き、自分とビーチェだけが生き残り、彼女を愛人とする。
金蔵とビーチェのあいだには娘「ベアトリーチェ」が生まれるが、ビーチェは産後の肥立ちが悪くて生命を落とす。その哀しみから娘をビーチェの生まれ変わりだと思いはじめ、近親相姦という過ちを犯して新しい娘（のちのヤス）が誕生する。
楼座との出会いをきっかけに、外へと出たベアトリーチェ（2代目）が事故で死亡したことを知らされ、今度は彼女と自分の間の子（ヤス）を右代宮家の当主にするべく夏妃に預ける。
しかし、新しい娘（ヤス）までもが夏妃によって崖から落とされ、3度も最愛のベアトリーチェを失ったショックにより、ベアトリーチェを蘇らせる為に自分の書斎に閉じこもり、オカルト趣味（黒魔術）に没頭するようになる。
episode7にて長い時間をかけ、かつて自分が犯した過ちを悔いるようになり、密かに生き延びていた娘が使用人「ヤス」として六軒島で働いており、最初に自分の掲示した碑文の暗号を解いたことを知り、親子としての再会を果たして静かに世を去った。
マンガ版では彼の内面に更に踏み込んだ描写が追加されており、彼がビーチェやその娘だけではなく、右代宮家の人々にもきちんと愛情を持っていたことが強調されている。
原作では語られなかった出来事として、偶然の怪我で紗音に多指症の手術痕があることを知り、碑文が解かれる前から自分と紗音との関係に気付いていたと明かされている。これにより特別扱いしてもおかしくないように「福音の家」の出身者である使用人には全員「片翼の鷲」を許すこととしたが、これにより長男の妻であるのに「片翼の鷲」を許されない夏妃を苦しめることになってしまう。これにより夏妃が使用人に厳しく接するようになるという悪循環が生まれている。
なお、CS版では設定が変更されており、ベアトリーチェ（2代目）は金蔵と血の繋がりはないということになっている（ビーチェの死因も産後の肥立ちの悪さではなく、病気に変更されている）。
金蔵の本妻
故人。金蔵の本妻であり、蔵臼たちの母親で、名は不明。
金蔵に浮気相手がいることを疑っていた。

#### 愛人･隠し子たち
ベアトリーチェ・カスティリオーニ
声：大原さやか
イタリア社会共和国の高官の娘。愛称は「ビーチェ」で、美しい金髪の持ち主。パスタから消し炭を作る魔法ができると自称している。
ムッソリーニの側近である父や、海軍隊員と共に潜水艦に乗っていたが、航行中の事故により父と乗組員の大半を亡くし、艦体に深いダメージを受けた潜水艦で命からがら「六軒島」の基地へ辿りつく。
イタリア海軍の生存者の中で唯一英語を話すことができ、六軒島の基地の人間で唯一流暢に英語を話せた金蔵と親しくなる。また、彼女は当時死ぬことを求めていた金蔵と同じく「わたしは潜水艦の中で死んでいた」と述べていたが､「金蔵とともに生きたい」と願うようになり、彼に「さらってほしい」と訴える。
戦後は、小田原のあとに六軒島の九羽鳥庵に移住し、子供を授かる。しかし、産後の肥立ちが思わしくなく、出産からほどなくして死亡した。
金蔵を生涯虜にしたベアトリーチェ本人。いわば、最初に実在していたベアトリーチェである。
ベアトリーチェ（2代目）
声：大原さやか - 演 : 稲田ひかる
六軒島の森の奥に「九羽鳥庵」という隠れ屋敷に住んでいた。
右代宮金蔵とベアトリーチェ･カスティリオーニのあいだに産まれた娘であり（CS版では金蔵とは血の繋がらないビーチェの娘になっている）、ヤスの母親でもある。いわば、実在した2代目のベアトリーチェである。
物心ついたときから、金蔵に「黄金の魔女」として九羽鳥庵で育てられた。しかし、彼女自体は魔法も使えず、屋敷から出ることもかなわず､「自分は何者なのか」「魔女ではないのではないか」というアイデンティティに悩んでいた。
1967年、九羽鳥庵に迷い込んだ楼座により、外の世界の存在を教えられ脱出を決意。楼座につれられて森を抜けようとした道程で、誤って海岸沿いの崖から転落して死亡。楼座は恐怖のあまり死体をおいたまま逃亡し、そのことはだれにも話されないままでいた。
九羽鳥庵の存在を知る者は川畑船長の話によると、源次、熊沢、南條、高齢の使用人数人、物資を運んでいた船乗りのみである。
ヤス* 
声：大原さやか
誕生日：11月29日　血液型：O型
episode7に登場。金蔵とベアトリーチェ（2代目）の子であり、ゲーム盤の六軒島で惨劇を引き起こした魔女「ベアトリーチェ」そのもの。
紗音、嘉音、ベアトリーチェの3つの人格がある。また、episode5の「19年前の男」（声 - 小野大輔）の正体でもある。
ヤスという名前は、姓の「安田」からとられた使用人仲間での愛称。また、周囲からは女性として扱われてはいるものの、肉体的な性別については不明。
生まれた直後、次期当主として育てるようにと出自を伏せて金蔵から夏妃に預けられる。夏妃が故意に崖から落としたことで死亡したとされていたが、実は源次と南條により救出されており、金蔵にも秘密に「福音の家」で「安田紗代」として育てられる。
1976年に右代宮家の使用人になる。このときから、人格の「紗音」を先輩の使用人として設定している。
未就学で奉公にやってきたため、周囲からは浮いた存在になっていた（本来なら小学4年生だが、源次により、3つ少なく年齢詐称させられていた）。
使用人としては前例のない学業最優先で、近い年齢の朱志香とともに学校も通いながら生活していた。
幼い頃は物を忘れる癖があり、先輩の使用人たちから嫌味を言われていたが、紗音だけは優しく接してくれたため、彼女を理想の使用人として憧れていた。
福音の家の園長の影響で、心の中で空想の友人を作り出す想像力がある。物忘れの現象を魔女の仕業と考え、頭の中でイメージした魔女（外見はガァプ）を物忘れの原因と思い込むようになる。それ以降は、そのイメージした魔女と会話遊びをして生活する。
熊沢が噂していた「六軒島の魔女」の姿を聞き、イメージをより忠実な魔女の姿（容姿はクレル）に変え、最初の魔女を「ベアトリーチェの友人の魔女（ガァプ）」として設定を変更する。
愚鈍な自分とちがう魔女への憧れが募るあまり、自身が作り出した魔女ベアトリーチェのイメージを、自分自身の姿として同一視するようになっていく。
推理小説を趣味とする熊沢とは、自分の推理を議論し、語り合う仲であった（当時、『そして誰もいなくなった』に夢中であった）。後に、紗音とも推理を議論する日々を送っていた。
幼い頃に交わした、戦人との再会の約束を信じて待ち続けていたが、それが果たされないと知り、その想いを切り離すことになる。
1984年に碑文を解読しており、金蔵から次期当主の座を継ぎ、それと同時に金蔵が大往生したため、その瞬間に右代宮家の当主となった。しかし、自身は公の場に名乗り出ることを拒否したため、その権限を凍結している。
自身の母がベアトリーチェということを源次たちから知らされ､「ベアトリーチェの子はベアトリーチェの生まれ変わりである」という金蔵の妄想を自らの幻想に取り込む。
ヤスの出自や当主の座を継いでいることについて知っているのは源次、熊沢、南條の3人だけであり、彼らに当主の権限を使うと決意したときは惜しみなく協力することを誓わされている。
マンガ版episode8では、彼女の生い立ちと動機について更に詳細に語られている。
本名は「安田 紗代（やすだ さよ）」。女性として育てられたものの、中性的な外見や初潮が一向に訪れないなど自分の身体にコンプレックスがあり、戦人との再会が叶わない悲しみもあって、「自分が男であったなら、しあわせになれたかもしれない」という思いから、事情を知る源次や熊沢の協力を得て「嘉音」という男の使用人として振る舞う時間を作るまでに精神的に不安定になっていく。
やがて、自らの心を苛む「戦人への恋心」「日々の不満」を切り離し、その気持ちを心の中に作り出した「ベアトリーチェ」や「嘉音」に預け、表向きは安定を取り戻した。
その後、彼女は譲治との新しい恋や、彼の語る家族に囲まれた生活に希望を抱くようになる。しかし、碑文を解読した際、自らが近親相姦の末に生まれた金蔵の子であることや、夏妃に突き落とされた際の怪我で生殖能力を失っていることを知らされ、「子供がほしい」という譲治の望みをかなえることができず、そもそも倫理的に譲治と（そして戦人とも）結ばれることが許されない事実を知ってしまう。
さらに、朱志香が「嘉音」に好意を抱いていることを知り、その好意に喜びを感じる自分自身に気付いてしまったことで、金蔵と同じ近親相姦の過ちに踏み込もうとする右代宮の血そのものを呪われていると感じるようになり、譲治に全てを知られ拒絶される悪夢に悩まされるなど、次第に追い詰められていく。
譲治が婚約指輪を持って迎えにくる親族会議の日を待つしかできなかった1986年に、戦人が6年ぶりに参加することが判明する。それは心の底で待ち望んでいたことではあったが、このタイミングでの戦人の帰還は、決まりかけていた選択を無に帰す残酷なものでしかなかった。
「譲治に恋する紗音」「朱志香に恋する嘉音」「戦人に恋するベアトリーチェ」、誰も選ばずにいることは苦痛であり、誰を選んでも苦しむという袋小路に嵌まり込み、生きることに絶望した彼女は、自分が黄金と共に受け継いだ爆薬があれば、一族諸共心中することすら可能であると気付いてしまう。
絶望と狂気に囚われ、源次、熊沢、南條に「殺人ごっこ」への協力の約束を取りつけるが、想い人たちを含めた一族を皆殺しにすることにためらいがあった。迷った末に「実行する『殺人ごっこ』が狂言殺人で終わろうと、ほんとうの殺人に発展しようと、想い人が碑文をとけばその時点で計画を中止し、すべての事実を告白する」と決め、犯行計画書（「紗音」が犯人であるという前提で書かれたもの）を自白の意味を込めて、「ボトルメール」として海に流した。
右代宮 理御（うしろみや りおん）
声：川澄綾子
誕生日：11月29日　血液型：O型
episode7において、1986年10月4日・5日の親族会議に登場する右代宮家次期当主。いわば、パラレルワールドの「ヤス」（安田紗代）。
ストレートな金髪を長く伸ばしている。白いスカーフつきのブラウスに臙脂色の上着、同じく臙脂色のニッカーボッカーに白いハイソックスを合わせている。
一人称は「わたし」。礼節を弁えない朱志香やウィラードの尻をよく抓っている。
体格は男性にしては華奢だが、女性にしては直線的という中性的な外見・振る舞いのため、他人から性別を尋ねられることが多く、そのことにコンプレックスがあり､「どちらに見えますか?」と聞き返してはぐらかしている。
蔵臼と夏妃の第一子であり、朱志香が生まれる1年前に、夏妃が懐妊しないために金蔵が与えた養子。温和かつ礼儀正しい性格であり、非の打ちどころのない好青年。学生の頃は中高で生徒会副会長・会長を務め、バドミントン部の部長もしていた。
若すぎることを除けば、次期当主として誰よりも相応しいとみられており、金蔵も溺愛しているほどである。次期当主を意味する「銀の指輪」を与えられており、20歳の誕生日には当主の座を継承する予定となっている。なお、1986年には19歳を迎える。
しかし、理御として存在できる確率は、ベルンカステルによれば「257万8917分の1」であり、他の世界において赤ん坊（ヤス）が夏妃に預けられたほぼ直後に、夏妃と使用人との散歩中に崖下に転落する。さらに、そのことを蔵臼と朱志香には知らされないまま事件は闇に葬られている。
ベルンカステルいわく、仮に理御が長男一家の一員として成長したとしても、1986年の10月の親族会議で右代宮の財産を狙う親族たちによって殺される運命にあるという。

### 長男一家
右代宮 蔵臼（うしろみや くらうす）*
声：小杉十郎太 - 演 : 高橋広樹（Episode1）、塚本拓弥（Episode2以降） / 青年時代：小野流星
誕生日：2月26日　血液型：O型
金蔵の第1子にして長男。濃い緑色の瞳に、茶褐色の髪を七三に分けた濃い顔が特徴。
嫡男ゆえに次期当主が約束されており、書斎に引きこもっている金蔵に代わって本家を管理している。父の西洋かぶれに対抗し、アジア諸国に詳しい。
いずれは父のように大きな経済的成功を収めようと考えているが、事業活動のほとんどが時代を先取りしすぎた所為で失敗に終わっており、かなりの損失を被っている。中には待てば成功を容易に収められるような事業もあったが、生来の気の弱さと自分の能力を信頼しきれない点から事業の早期撤退をする癖が災いして、悉くチャンスを逃している。
現在はリゾート開発に莫大な投資をしており、これからのバブル景気の到来によって絶大な収益を上げると予測している。
episode4では、大学時代にボクシングの経験があることが判明。episode8で自分に投資家としての才能のなさを自覚している一方、ボクサーとしては自他共に認める才能があったとしている。
威厳だけでも当主として振舞おうと考え、幼い頃から弟や妹にも高圧的に接してきた。さらに、弟や妹たちに金蔵の遺産を独り占めするのではないかと疑われており、兄妹仲は悪い。しかし、弟妹たちをいじめ抜いたことを後悔しており、彼らの憎しみを生涯背負っていくことを決意している。
また、普段言動には出さないが家族を想ってもおり、万が一右代宮家が危険な状況になれば最悪夏妃と縁を切ることによって妻子を救おうとしたり、嘉音などの使用人に対しても2人きりの時などは友人のように接していたりする良心的な人物。
episode5で、実は金蔵の黄金の遺産を担保にしていたことが判明し、他にも法に触れる問題を起こして親族たちにそれを悟られたくないため、夏妃の提案で郷田を除いた使用人たちと共に金蔵の死亡を隠蔽することを決意する。
マンガ版にて、episode4の事件の共犯者だったことが判明。
右代宮 夏妃（うしろみや なつひ）*
声：篠原恵美 - 演 : 舞原鈴（進戯団 夢命クラシックス）
誕生日：7月30日　血液型：A型
蔵臼の妻。義妹の絵羽よりも3歳下（episode1で判明）。巫女の家系出身。
高潔でプライドが高く、少しばかり勘が鋭い。次期当主の妻として、金蔵の孫を一日も早く授かることを最大の役目として嫁ぎながら、12年もの間子供を授かることができず、辛い境遇に置かれていたことがある。また、右代宮の血を引かないことから片翼の鷲を身につけることを許されておらず、そのことで義妹の絵羽との仲は険悪である。
夫が専らビジネスばかりにかまけているため家の切り盛りや使用人の管理、朱志香の教育までを主導している。その熱心さが災いして、現在反抗期である朱志香とは仲がいいといえる状態ではないが、朱志香には「女として幸福になってほしい」と願っている。
生まれつきの頭痛持ちのため頭痛に悩まされており、いつも気難しい表情を浮かべている。
若く年季が短いのにもかかわらず、片翼の鷲をまとうことの許されている使用人の紗音と嘉音を嫌っている。
金蔵に心酔しており、実の両親以上に慕っている。その為、右代宮家に嫁いだ時から妻として蔵臼に生涯ついていく覚悟を持っており、いかなる苦境に立たされようとも夫を支えていこうと決めている。
かつて、なかなか子を産めずに苦悩していた際に金蔵から娘（のちのヤス）を授けられるも、後継者を産むという長男の嫁としての役目を果たせず、また尊敬する金蔵にその役目を期待されなくなったという哀しみや憤りを抑えきれず、赤子を崖から突き落としてしまう。当時は長年の不妊によるノイローゼ状態であり、赤子の性別を確認していなかったらしく、episode5で「19年前の男」から電話が掛かってきた際は酷く狼狽した。
マンガ版にて、episode4の事件の共犯者だったことが判明。
右代宮 朱志香（うしろみや じぇしか）*
声：井上麻里奈 - 演 : 青木陽菜（Episode1-3）、大滝紗緒里（Episode4以降）
誕生日：1968年8月25日　血液型：O型
蔵臼と夏妃の娘。高校3年生の18歳。ウェーブのかかった金髪をポニーテールに結っている。語尾に「~だぜ」と付ける等、男言葉で話す。
男勝りな性格だが、家族思いで心根は優しい。高校では生徒会長を務めており、バンド活動もしている。生徒会長になる気はなかったが、夏妃に言われて立候補したら人気者だったので当選した。学校の友達からは「ジェシ」あるいは「ジェシー」と呼ばれている。
蔵臼の次期当主とされているが、右代宮家では長らく男尊女卑にあるため、彼女自身は当主になることができない（彼女の婿養子が次期当主）。ただし、養子の理御が長男夫婦の子として存在する世界においては朱志香は蔵臼と夏妃の第二子（実子としては第一子）となり､「右代宮理御」が次期当主を継承する。
本作では絶賛反抗期中であり、母親である夏妃から令嬢らしい言葉遣いを強要された結果、それらの反動で男勝りな性格・言葉使いをしている。そのため、夏妃から注意されることが多いが、頭痛に悩まされる夏妃にお守りを渡したり、蔵臼の苦しい立場を理解して、彼のように家族を守れるようになりたいと思っている。
作中でメリケンサックと拳技を使って応戦することがあり、EP4の幻想描写の中、霧江の発言によれば蔵臼からボクシングの才能を受け継いでいるとされている。
生まれつき気管支が弱く、突発的に喘息の発作を起こすことがある。EP7で、喘息発作はかまってほしいときや、場の悪い空気を変えたい時にわざと咳き込んでいたのが癖になってしまったもので、喘息というわけではないことが判明。
使用人の嘉音に対して、恋心を持っている。
マンガ版にて、episode4の事件の共犯者だったことが判明。

### 長女一家
右代宮 絵羽（うしろみや えば）*
声：伊藤美紀 - 演 : 平湯樹里（Episode1-4）、篠原千夏（Episode5） / 少女時代：柴田茉莉 / 青年時代：吉田園子
誕生日：10月21日　血液型：A型
金蔵の第2子にして長女。蔵臼の2歳下（episode3で判明）。
明朗快活な性格だが、強欲かつ陰湿な面もある。物事を白黒させたがる一方、自分の意に沿わせるための強引な言動も多い。空手やテコンドー、カポエイラなど格闘技に長けている。
長い間兄夫婦に子供が授からなかったため、半ば強引に秀吉を婿養子にして右代宮家に留まる。兄の蔵臼を敵視し、ほぼ全ての事柄で対立している。夏妃に対しても兄の妻であることに加え､「右代宮の血を引いていない」と見下しているため不仲である。
幼少の留弗夫や楼座に何かと辛く当たることがあったらしく、楼座の9歳の誕生日に「いつか舌を食い千切ってやりたい」と思われるような目に合わせている。その一方、エヴァによれば楼座が小学校に上がる前は魔女の夢を語り合ったりして遊んでいた。
息子の譲治をいずれ当主にしようと考えているため、譲治と使用人である紗音が交際することを良しとしていない。また、秀吉と譲治を命よりも大事に思っており、それが原因で冷静さを失うこともある。
料理が得意で、秀吉に「台所の魔女」なるあだ名をつけられている。コーヒーを煎れるのも上手く、蔵臼は当人に面と向かって口に出す事はないが、この味が一番好きだと答えている。
大の嫌煙家。秀吉の喫煙は諦めているが、機嫌が悪いと煙に過敏になり、秀吉にすら八つ当たりする。
六軒島での惨劇を唯一生き残って、未来では右代宮財閥当主となっているが、夫と息子を失った痛みから、唯一の近縁者の縁寿を憎み虐待した。病の床に臥し、死の間際に不幸を背負わせるために縁寿を当主にする。
しかし、縁寿に対して酷く接していた理由は単なる憎しみだけではなく、真実が縁寿にとって辛いものであるがゆえに、それを隠すことで彼女を守るという意図もあった。そのため、縁寿とのすれ違いにより狂気に取りつかれるようになったとはいえ、元々は縁寿のことをとても大事にしていた。
事件から生き残った後に､「一なる真実」という六軒島事件の真実が書かれた絵羽の日記が存在していたことが判明した。日記は縁寿に読まれ、その後の縁寿の行動に影響をもたらしている。
一人息子の譲治に愛情を注いでいるが、episode8にて実は娘を渇望していたことが描かれ、幼少の頃の朱志香や縁寿を可愛がっていた。
マンガ版にて、episode1とepisode3とepisode4の事件の共犯者だったことが判明。特にepisode3の物語では、碑文をといて黄金を発見するが、その余りの眩しさに狂気に取りつかれて「エヴァ・ベアトリーチェ」を生み出し、結果的に殺人に手を染めていく。
右代宮 秀吉（うしろみや ひでよし）*
声：広瀬正志（ep1 - 8）、宝亀克寿（翼・羽・咲）- 演 : 佐藤圭右
誕生日：11月25日　血液型：B型
絵羽の婿養子。関東出身。
陽気な性格。戦争で身寄りをすべて失い、裸一貫から外食チェーン運営会社の経営で成功を収めた人物。婿養子として入った右代宮家を新しい家族として素直に親しんでいる。
「たちの悪い連中」に株を買い占められ大株主の委任状が必要になるが、高額な金額での株式買取を求められてしまう。
陰湿な面が目立つ親族一同の中では大らかな性格で良識人として振舞うが、会社が乗っ取りの危機に瀕していることもあって、金が絡むと右代宮家の一員らしい強欲さを出す。
ただし強欲だけの人物ではなく、格式的には右代宮家と分相応と判断される紗音と息子の譲治の関係に気づいた際には、格式という理由で反対する姿勢は見せず、かつての自分の境遇や紗音の人間的な魅力から、むしろ二人の関係を認める態度を見せている。妻への愛情も本物であり、絵羽が魔力の魅力に溺れた際には我が身をかえりみず絵羽を叱咤し、人の道を説くほどである。また、身寄りのなかった自分が右代宮という家族・親族を得たことには心から感謝しており、絵羽を巡る右代宮家の仲違いも理解しているため、時には相手の兄弟姉妹の事情も汲み取った上で絵羽に思いやりを促す場面もある。
マンガ版にて、episode1とepisode3とepisode4の事件の共犯者だったことが判明。
右代宮 譲治（うしろみや じょうじ）*
声：鈴村健一 - 演 : 伊藤孝太郎（Episode1・3以降）、鷲尾修斗（Episode2）
誕生日：1963年3月16日　血液型：B型
絵羽と秀吉の息子。大学院1年生の23歳。金蔵の孫たちの中で唯一成人している。
大学に通っている一方、秀吉の経営する会社の元で見習いをしており、父を尊敬している。勤勉で人当たりのよい好青年。
episode6にて、少なくとも小学校時代は絵羽の熱心な当主教育により月曜と日曜以外、学校の放課後はピアノ、学習塾、家庭教師との勉強等と習い事漬けであったことが明らかにされた。他、絵羽の教えから「女性に優しい紳士」として振舞い、学校では「いじられキャラ」として扱われていた。内心では言葉や素行が雑な朱志香や戦人を見下していたが、一方で友人を惹きつける彼らの魅力を認めており、後に過去の自分の考えを恥じている。
右代宮家では珍しい物静かな性格。ストレートに感情を出すことは少ないが、母同様に格闘技に長けており、足技が得意。
親族の間では「成績不良で口も悪い朱志香よりも、成績優秀で好青年の譲治のほうが跡継ぎにふさわしい」といわれているが、尊敬している父のように自力で出世したいと考えているため、跡継ぎに対してのこだわりはない。
使用人の紗音とは以前より交際をしており、彼女の為なら世界の全てを敵にする覚悟があると豪語している。
原作では父親に似た中肉中背に描かれたが、移植版およびアニメ版では細身の美形に描かれ、印象が大きく異なる。
マンガ版にて、episode4の事件の共犯者だったことが判明。

### 次男一家
右代宮 留弗夫（うしろみや るどるふ）*
声：小山力也 - 演 : 森山栄治（Episode1・2・5）、福地教光（Episode3・4）
誕生日：9月29日　血液型：O型
金蔵の第3子にして次男。バツイチ。前妻の明日夢とは6年前に死別したが、その後すぐに霧江と再婚した。
女好きで軟派な性格だが、私益を追求する狡猾さを併せ持つ。喫煙者。胡散臭い隙間産業で財を成しているため、関係者からは「いつか後ろから刺されるだろう」と噂されている。絵羽と同じく蔵臼のことを毛嫌いしており、共闘するシーンが多い。
戦人とは自身の結婚事情のせいで6年間断絶状態にあったが、息子に対する愛情は本物であり、彼が家に戻ってからは父親としてふたたび友好な関係を築こうと努力している。
子煩悩であり、episode4によると縁寿の誕生日パーティに出席するためだけに帰宅していた。
楼座の回想では昔から蔵臼と絵羽は暴力的かつ威圧的で楼座をいじめていたとされる一方で、二人にはそれに見合う頭脳も実力もあったことを楼座自身も認めている。一方で留弗夫に対する楼座の回想は昔から蔵臼がいるところでは蔵臼に従い絵羽がいるところでは絵羽に従う小利口な人物。それでいて蔵臼と絵羽がいない所で楼座をいじめるなど陰湿で狡賢い性格の持ち主とされており、蔵臼や絵羽と違い、貫禄や才能については末っ子の楼座にさえ評価されていない。ただリーダーシップについては評価されており金蔵が好むような言い回しをするなど機転は利く。
正妻に決まっていた明日夢が死産し、愛人である霧江が無事に出産したとなればトラブルが起こるため、医者を買収して戦人が霧江の息子であることを隠し、無事出産できたのは明日夢のほうであると嘘をつかせていた。そのことについて重すぎる罪だと自覚しており、真実を告げたときには霧江や戦人に殺されても文句は言えないと考えている。
海外でも本来の狡猾的な性格を発揮し、各企業の隙間産業に手を出すなど経営の多角化を駆使しコングロマリット的な会社を経営していた。しかし各企業の縄張りを荒らす留弗夫のやり方は他の大企業たちの怒りを買い訴訟を起こされてしまう。日本と違い法律や裁判に感情が優先される海外の司法の場では留弗夫の手腕では乗り切れず、留弗夫の案件に類似し留弗夫の案件よりも有利な状況であったにもかかわらず敗訴した企業が出たことで和解金を支払うことを決意する。この和解金の為に絵羽や楼座と結託することになる。
マンガ版にて、episode4の事件の共犯者だったことが判明。
episode7のお茶会では、彼が親族間の内輪揉めを好機とみた霧江とともに六軒島で大量殺人を行う様子が描かれているが、自分の息子ではない戦人は説得できなければ殺しても構わないと言う霧江に対し､「これが終わったら二度とそんなことを言うな」と釘を刺している。
ベルンカステルが告げる真実の話では霧江と戦人と共に犯行をしていく。
右代宮 霧江（うしろみや きりえ）*
声：田中敦子 - 演 : 矢澤梨央（進戯団 夢命クラシックス）
誕生日：11月8日　血液型：A型
留弗夫の後妻。戦人の義母であり、縁寿の実母。旧家「須磨寺家」出身。
自信に溢れた才女だが、ドライで行動力のある打算的な性格。普段こそ知的に振る舞っているが、実際は激しい情動を内に秘めている。留弗夫との付き合いはかなり長いものの、先述のとおり結婚したのは遅め。戦人からは「霧江さん」と呼ばれており、母と云うよりは姉のように慕われている。
親族会議では、病気だった縁寿を実家に預けていた。
夫の手綱を握っており、留弗夫との結婚と同時に彼の女性関係を次々と清算した。
過去にゲーム理論に没入していたため、その筋の本を読みつつ自分なりに解釈して「“チェス盤をひっくり返す”」という持論を形成している。
一見すると冷静沈着で右代宮家の事情にも配慮する気配りの持ち主と見えるが、その本性は狂気に満ちている。特に妊娠を理由に半ば強引に留弗夫を寝取った明日夢への嫉妬を１８年間延々と抱いており、その嫉妬のすさまじさは使い魔でさえ恐怖するほど。右代宮家の強欲さが霞んでしまうほどの冷酷さが強さの源泉とも言える。
本来ならば長女のため、家督を継ぐ立場にあった。しかし、留弗夫の子（縁寿）を宿し、右代宮家に嫁入りをしたことでその立場を放棄した（須磨寺家側としては右代宮の財力に惹かれ、霧江の嫁入りを認めている）。これにより、須磨寺家の家督は妹である霞に押しつけられたため、彼女からは深く憎まれている。
マンガ版にて、episode4の事件の共犯者だったことが判明。
episode7のお茶会では、親族間の内輪揉めから冷徹な本性を表し、六軒島で大量殺人を実行していく様子が描かれており、実の娘である縁寿を「夫を縛っておくための道具だ」と言い放った。
実は、戦人の実の母親だったことが留弗夫の告白によって判明した他、六軒島事件後、産まれて間もない戦人と死産した明日夢の子を留弗夫に金を積まれて入れ替えた医師が事実をマスコミに告白している。
右代宮 戦人（うしろみや ばとら）*
声：小野大輔 - 演 : 川隅美慎 / 少年時代：田中悠貴
誕生日：1968年7月15日　血液型：O型
本シリーズの主人公。高校3年生の18歳。毛先の跳ねた赤髪に緑眼が特徴。父親譲りの180cmを超す長身を有する。髪色を除けば、若かりし頃の金蔵と瓜二つ。
典型的な猪突猛進タイプだが、咄嗟の閃きに優れた柔軟な思考を持つ。好色な父親への反発もあって今は恋より友人関係を優先している。
母親を亡くした後、喪が明けないうちから再婚した父親に反感を抱いて家出し、6年間は亡き母の実家の世話になっており右代宮の姓も名乗っていなかった。しかし、実家の祖父母が相次いで死去したため6年ぶりに元の家に戻ってきた。父親に対する不満は消えていないが、二人に土下座までして息子を取り戻そうとする姿を見た事もあり、許そうと努力している。また、年の離れた義妹の縁寿の事も可愛がっている。
留弗夫と前妻・明日夢の息子とされていたが、実際は霧江の実子であった。
霧江の「チェス盤をひっくり返す」という理論には感銘を受けており、ことあるごとにその発想術を使っている。
「探偵役」としての戦人は、他人に感情移入しやすい性格が祟って「親族や使用人の中に殺人犯なんていてほしくない」という気持ちが先走りしやすく、それが推理を鈍らせる傾向がある。
口癖は「ダメだな…ああ、全然ダメだぜ！」。英語の決めゼリフや冗談を、後先考えずに使う癖が幼い頃からあった。
episode5終盤の上位世界の戦人は、ベアトリーチェの魔法を継承し、魔術師「バトラ」となる。二つ名は「黄金の魔術師」または「無限の魔術師」。後見人はラムダデルタ。episode6のゲームマスターを務めた。
バトラとしては、ワルギリアやロノウェらを従え、新しい「ゲームマスター」としてヱリカと戦った。「黄金の剣」を用いることで、赤と青の二つの真実を使用でき、さらには赤で証明できないことも証明できるゲームマスターの特権である「黄金の真実」を使う。
episode8でベルンカステルが用意したゲームでは、霧江、留弗夫と共に「六軒島大量殺人事件」の犯人と設定されており、六軒島事件の真犯人と思わせる旨趣がされている。
物語の一つの結末、いわゆる「魔法END」と呼ばれる世界では、九羽鳥庵に続く地下道に逃れ生還した絵羽と同じように、六軒島大爆発事故から生還していたことが明かされる。地下道を渡って潜水艦基地へと逃れ、そこに停めてあったモーターボートを使って海へと出る途中、転覆をしたのか海へと落ちて漂着をとげる。
その後、意識が朦朧としたまま交通事故に遭い、道端に倒れているところを「八城幾子」に助けられる。だが、交通事故の影響で記憶障害に陥ったために自分が何者かが解らなかった。その結果、幾子に「十八」という新しい名を与えられ、彼女と同居することになる。
元々ミステリー好きであったために幾子の作った小説を読み、感想を求められるうちに才能を開花させ、幾子と二人で「八城十八」というペンネームを名乗るようになる。
それから数年をかけて戦人としての記憶を取り戻していくが、すでに「十八」としての人格が確立され、事故の後遺症の影響もあり、どうしても「右代宮戦人」の記憶を自分のものとして受け入れられず、自らの存在を統一できなかった。その結果、発作的に自殺未遂を起こしたことで車椅子生活を余儀なくされた。
それからまた数十年後、有名作家の「寿ゆかり」が縁寿であることに気づき、出版社を通して幾子も含めた3人だけで会える場を設けさせ、遂に縁寿との再会を果たす。自分の今までの経緯を縁寿に告げた数日後に、縁寿が復興させた｢福音の家｣に招かれ、数10年をかけて「縁寿の元に帰ってくる」という役目を果たした十八の中の「右代宮戦人」は黄金郷に招かれ、ようやくベアトリーチェとの再会を果たした。
十八が戦人としての記憶を取り戻した際、島からボートで脱出してから島へ漂着するまでの記憶を思い出せなかったが、本編のラストでは「六軒島事件から生き残った戦人（後の十八）」と「上位世界でベアトリーチェとの戦いを終えたバトラ」を重ねる形で、六軒島を脱出した直後のようすが描かれている。ベアトリーチェ（ヤス）を半ば強引にボートに乗せ、彼女に生きて罪を償うよう訴えるが、数々のゲーム盤で人を殺めたという罪の重さに耐えかねたベアトリーチェは海へ身を投げ、彼女のあとを追うものの気を失い、自分の身体だけは海面へと浮き上がり、海中に残された戦人の心とベアトリーチェは永遠にいることを誓いながら、深淵の‌闇の底へと落ちていった。
右代宮 縁寿（うしろみや えんじぇ）
声：佐藤利奈 - 演 : 香田メイ
誕生日：1980年6月17日　血液型：A型
1998年の世界における主人公。留弗夫と霧江の娘であり、戦人の異母妹。金蔵の孫たちの中では最年少。
ツーサイドアップに結った長い赤髪が特徴。幸の薄い荒んだ性格。日頃から現金を持ち歩いており、露払いにバラ撒く悪癖がある。兄と同じく学業不振。戦人にもらったゲームセンターの賞品「髪留め」に身につけている。戦人との付き合いは浅かったものの、従姉である真里亞とは仲がよかった。
episode3およびepisode4で描かれる「親族会議の日よりあとの世界」では、唯一の生存者である絵羽に引き取られ、虐待される日々を送っていく。絵羽の策略により護衛がつけられていたため、同世代の学友の畏怖の対象となり、家族や友人もなく斜に構えた少女時代を送る。
戦人と同じような口癖が出ることも多い。（「ああダメね、全然ダメ。」、「シーユーアゲイン」「ハヴァナイスディ」）
魔女「エンジェ･ベアトリーチェ」という存在でもある。「黄金」「無限」「反魂」の三つの称号をもつが、魔女と魔法を否定するため、ベアトリーチェと対決する「魔女狩りの魔女」となっていた。
幼い頃にマリアから魔法の手ほどきを受け、魔女同盟「マリアージュ・ソルシエール」の一員となったが、さくたろうに対し魔法を否定する発言をしてしまい、同盟から破門される。
六軒島事件の後、真里亞が残した日記の中で彼女と再会し、魔法修行を再開して「原初の魔女見習い」となるが、魔法の力は現実の自分を救ってくれないことに絶望し、またも魔法を否定する。
最後の生き残りであるため、右代宮グループのあらゆる財産と権利を継承している。この時「黄金と無限の魔女ベアトリーチェ」の名も継承され、三度も魔女となった。継承の後見人はベルンカステル。
真里亞との記憶から真の魔女として開眼し、「煉獄の七姉妹」を家具として呼び出せるようになる。そして、六軒島大量殺人事件の真相を巡る旅を通じて「魔法」を完全に理解し、魔法の存在を肯定するに至る。
数奇な運命の中で魔法の素晴らしさを知り、魔法の空しさも同時に悟っており、魔法を肯定しながらも魔女の敵に立つことができる唯一の存在である。
episode4の上位世界にて18歳の姿で登場し、戦人の推理をサポートしている。ただし「正体を明かさない」というラムダデルタとの誓約のため、戦人に対しては「グレーテル」という偽名を名乗っている。
episode6では、「八城十八」と面会する「ありえない記憶」に迷い込むと同時に、フェザリーヌの館へと誘われ、彼女の新しき「巫女」としてバトラの紡いだ物語を朗読する役目を担うことになる。
episode7では終盤で理御とともにナゾの劇場に迷い込み、ベルンカステルが「真実」と主張する物語を見せられることになる。
物語の一つの結末、いわゆる「魔法END」と呼ばれる世界では、1998年にビルの屋上からの飛び降りをやめ、小此木に右代宮グループを後継させた結果、小此木が暗躍することもなくなった。そして、絵羽を第2の母親であることを認め、作家になることを決意し、天草に海が見える南の島へと向かう。
数10年後には「寿ゆかり」と名を変え、『さくたろうの大冒険』というシリーズで有名なファンタジー小説家となっていた。印税は恵まれない子供への支援金としていた。また、いくつかの養護施設の理事長を務めている。
金蔵が運営していた「福音の家」を、子供に未来を信じる「こころ」と、未来を紡ぐ幸せを見つける「魔法」を教える学校として再興させていた。
その後、十八として生活していた戦人と再会を果たすが、事件後に患った記憶障害の影響によって兄ではなくなっていた。自分が待ち望んでいた兄がもう帰ってこないことを理解し、十八に会うのは次で最後にしようと決心し、彼を「福音の家」へと招待する。
物語のもう一つの結末、いわゆる「手品END」と呼ばれる世界では、1998年に六軒島へ向かう船上で、小此木に自分の殺害を命じられていると判断した天草と、須磨寺家に買収された可能性の高い川畑船長を、天草の荷物から見つけた拳銃で殺害する。
そして、自らの信じる「真実」を貫き通すことで未来を切り拓くことを決心する。その際古戸ヱリカが現れ、彼女と共に「グッド!」と共感の意を示した。
右代宮 明日夢（うしろみや あすむ）
留弗夫の前妻。故人。1980年に他界している。
容姿については一切不明であったが、漫画版では長い赤髪の女性として描かれている。思いやりのある人物であったが、強かな面を併せ持つ。生前は極度の乗り物嫌いであった。
実は、戦人を産んだのは霧江であり、明日夢の赤子が死産していた。

### 次女一家
右代宮 楼座（うしろみや ろーざ）*
声：小清水亜美 - 演 : 滑川恭子 / 1967年時代：竹道星来
誕生日：6月3日　血液型：O型
金蔵の第4子にして次女。亜麻色のストレートヘアーと姫カットが特徴。デザイン会社「アンチローザ」を経営しているが、本人からすると道楽の一環らしい。
他の兄弟とは大きな年の差があるため、親族会議などでの発言力はかなり劣っている。
当時の金蔵曰く「どこの馬の骨とも知れぬ男」と結婚して娘の真里亞をもうけるが、夫は蒸発（最初、周囲には長期の海外出張だと誤魔化していた）し、現在はシングルマザー。自身は籍を夫のほうには入れておらず、右代宮姓を名乗り続けている。episode6で、そもそも真里亞の父親とは入籍しておらず、「夢のためにアメリカに行く」と言い残して行方不明になったとしている。
蔵臼対絵羽・留弗夫の間で板挟みになることが多く、そのたびに曖昧に取り繕っている。
ある程度の年齢になるまで六軒島の外で育ち、島に引っ越したばかりの1967年のある日森に入り、九羽鳥庵のベアトリーチェに遭遇している。エヴァによれば小学校に上がる前は絵羽と魔女の夢を語り合ったりして遊んでいたらしく、島の外で暮らしていた頃も兄姉達との交流はあった模様。
真里亞に対しては世間体を気にするがゆえに教育熱心で、娘がオカルト趣味や幼児言葉が抜けないことに真剣に頭を抱えているが、それが自分の生活態度が悪いからとは気づいていない。
上記のように歳の離れた兄姉たちから虐げられた記憶やシングルマザーとしての重圧があり、魔女を信奉する真里亞への嫌悪感を持ちつつも娘を愛さなければという義務感など、様々な感情に苛まれている。その感情のはけ口として表では取り繕っているが、裏では真里亞の言動に激昂して過剰な暴力を振るうなどの虐待を行っている。
しかし、一方でそんな生い立ちから娘には自分の分まで幸せになって欲しいと願っており、アニメでは些細なことで真里亞を庭園に置き去りにしてしまった時は雨の中傘もささずに探し回ったり、彼女を過剰虐待してしまったと自覚した途端、一転して子供の様に泣き崩れながら必死に名前を呼んで謝るシーンがあるなど、娘を思う気持ちは本物である。
同じく娘の教育に熱心な事から、義姉の夏妃とはささやかながらも交流がある。また、上記する通り兄の留弗夫とは仲が悪いものの、真里亞と年が近い縁寿がいる事もあってなのか、息子の方の戦人とは良好関係を築いている様子。
しかし、真里亞に仕事だとウソをつき、ボーイフレンドと北海道に3日間旅行に出掛けるなど、家庭を顧みない行動も多々みられる。近所や学校でも真里亞がぬいぐるみをもって一人で買い物をする姿が目撃されており、大人たちはそんな境遇に同情を示している。
だがその一方、学校では真里亞のオカルトに傾斜した言動に伴う他の子供達の不満、真里亞の子育てをまともにしていない楼座の激昂などの板ばさみ状態で教師陣は悩まされている。さらに楼座が既婚のボーイフレンドと共に不倫を楽しんでいる際に真里亞が家の鍵をなくしたことで民生委員が自宅訪問する事態となり、その際には真里亞の目の前でぬいぐるみを破り捨て、自分を困らせるたびにぬいぐるみを破るという虐待行動を起こし、民生委員が必死に楼座を止めようとするほどであった。
最終的には多くのボーイフレンドたちと破局しているが、破局理由は真里亞がいるということで自分が子持ちで処女ではない、だから男にとっては面倒な存在であると結論付けている。このため真里亞の育児をせず旅行まで計画する楼座をボーイフレンドがさすがにやりすぎだとたしなめた際には激情を発するなど、本人自身の気質による破局とも言える。
マンガ版にて、episode2とepisode4の事件の共犯者だったことが判明。

右代宮 真里亞（うしろみや まりあ）*
声：堀江由衣 - 演 : 阿部恵理奈（Episode1）、菖蒲千明（Episode2-4）、安田世理（Episode5）
誕生日：1977年3月29日　血液型：O型
楼座の娘。小学4年生の9歳。年の割りに言動が幼く､「うーうー」が口癖。
素直な性格で、戦人のウソも平気で信じる傾向はあるものの、比較的知能が高い。人の内面を見る能力にも優れ、口調や立ち振る舞いが変われば同じ人物であってもそれを別人として判断する。
勉強や友人に関心はないが、 英語・ラテン語に通じ趣味であるオカルトに関する知識は豊富、旧約聖書・悪魔学を網羅している。知識を披露する場合「きひひひひ」という笑い声とともに饒舌になることが多い。
ベアトリーチェの熱心な信奉者で、一緒に遊んだことさえあるといい、ベアトリーチェの存在を否定されると極度に怒る。
金蔵と同じくオカルトや黒魔術が趣味だが、その出生故か金蔵からは毛嫌いされている。
楼座が滅多に家に帰ってこないのは仕事ではなく、ボーイフレンドたちと遊びに出かけているためだと知っている。だが、それでもなお母親として楼座の事は思い慕っており、彼女が自分や私生活の事で伯父母達から馬鹿にされていると「ママを虐めないで!!」と怒り出し、上記する民生委員に対しても「ママは悪くない」と必死に庇っている。
９歳になっても「うーうー」という言葉が多いのは、かつて楼座と出かけた時に歌っていた歌の歌詞を忘れてしまい「うーうー」と誤魔化したのを楼座が喜んだから。そのため真里亞にとっては笑顔の魔法の言葉であり、たとえ注意されてもやめたくない言葉。
マンガ版にて、ヤスの協力者だったことが判明。
魔女「マリア」としての姿が存在する（服装のみ変わる）。無から有を創造できる「原初の魔女」で、眷属として「さくたろう」を創り出した。
魔法の凄まじい素質を持ち、ベアトリーチェに見込まれて彼女と魔女同盟「マリアージュ・ソルシエール」を結成する。ベアトリーチェがデザイン・設定した眷属にマリアが名前考えて名付けていた。
マリアの魔法は、世の中を全てポジティブに考えることができる魔法であり、マリアージュ・ソルシエールの魔法もかつては人々を幸福にする魔法を作り出していた。しかし、真里亞が楼座から虐待を受け続けたことからマリアージュ・ソルシエールは変質。いかにして他者を傷つけることができるかという黒き魔法の研磨に執着するようになる。
魔法についてのことを日記に残しており、六軒島事件のあとは縁寿がそれを所有している。縁寿は真里亞の日記を読むことで、その日記の中のマリアと邂逅することができる。縁寿にとっては導き手にして師匠でもある。

## 使用人・主治医
呂ノ上 源次（ろのうえ げんじ）*
声・演：船木真人（現：船木まひと）
右代宮家に仕えている使用人頭。屋敷が建った当初から、右代宮家に仕えている最古参の使用人。
寡黙かつ無口であり、右代宮家に対する忠誠、とくに金蔵に対する忠誠心が非常高い。
金蔵から信頼されている。蔵臼夫妻からは金蔵のスパイ扱いされて疎まれている。
紗音や嘉音にとっては父親のような存在。
ナイフ投げに習熟しており、暴れている人間の手や舞う蝶を一撃で壁に縫いとめ、仕留めるほどの腕前がある。
実は、右代宮家の使用人となる以前は台湾（当時は日本領土であった）で暮らしていた日本人である。台湾での身分は上流階級並みだったが、敗戦により情勢が不安定になり、家族を全て失ったものの金蔵の助けで日本に逃れた。このことから金蔵に恩を感じ取り、彼の使用人として働くことになった。
台湾に住んでいたころは非常にやんちゃな性格で、金蔵の悪友だった。マンガ版で若い頃の容姿はロノウェに似た姿で描かれている。
金蔵の娘（のちのヤス）が夏妃から崖へと落とされた際、その娘を助けたあと、金蔵とベアトリーチェ（2代目）のあいだに起こった過ちがこの娘に繰り返されることがないよう、娘を児童施設の「福音の家」に預け、金蔵には理御が死亡したというウソを伝えていた。
上記の娘が六軒島に帰ってくると、金蔵に知られないように娘を「ヤス」（安田紗代）と改名させ、彼女を使用人として暮らせるように手配していた。
金蔵の死亡隠蔽をしていたひとり。ヤスを真の当主と認知しているため、ヤスが起こす事件では常にヤスの共犯者である。
紗音（しゃのん）*  / 紗代（さよ）
声：釘宮理恵 - 演 : MIO
右代宮家に仕える使用人。当初は16歳と記されていたが、episode7にて19歳と判明する。本名は「紗代」。
金蔵が援助を行っている孤児院「福音の家」の出身者。優しい性格のため、仕事が入っていない時間は年の近い戦人たちと遊んだり、会話したりすることも多い。幼い頃から10年も右代宮家に仕えているが、食事の名前や材料を聞かれても答えられないなどの些細なミスが多い。
譲治とは以前から交際をしており、相思相愛の関係である。そのため、絵羽や夏妃からは冷たく接されている。非常に強力な結界を展開することができるが、魔女の家具には及ばない。
「最終考察　うみねこのなく頃に散」ではヤスと紗音を同一視する記載があり、ヤスがEpisode7で自らを「恋をすることもできない体」と表現したことについて「紗音は「恋をすることもできない体」であることをうち明けられなかった、うち明けたら嫌われると思った」「最初は戦人への叶わぬ恋の代償行為として始まった譲治との交際は時間を経て真剣なものへと変わったが、譲治を愛したからこそ、彼の描く結婚後の未来像が彼女を苦しめていた」と述べられた。
その後、マンガ版Episode8にて、その正体が「ヤス」（安田紗代）から誕生した人格であったことが描写されている。基はヤスが「福音の家」にいた頃につくったイマジナリーフレンドであり、Episode8の10年以上前のヤスの回想でも1986年の世界と変わらぬ容姿で登場し、当時は「完璧で誰からも愛される理想の使用人」とされ各episodeに登場する彼女とはやや人柄が異なる。ヤスがベアトリーチェ（外見はクレル）の人格を生み出してから些細なミスをする等、人物像が変わった（“分離”前の紗音はヤスの理想像であるのに対して、“分離”後の紗音は現実世界で過ごしているヤスと同一だからと推察される）。
とても豊満な胸の女性として描かれているが、現実世界の彼女は偽乳である。
嘉音（かのん）* / 嘉哉（よしや）
声：小林ゆう - 演 : YAE
右代宮家に仕えている使用人。16歳。赤い帽子をかぶっている。本名は「嘉哉」。
紗音同様「福音の家」の出身者で、血縁関係ではない紗音を姉として慕う。
無口かつ無表情で、紗音とは対照的にあまり戦人たちとは喋らない。
右代宮家に仕えて3年目。源次には黙々と仕事をする勤務態度が気に入られており、金蔵からある程度の信頼を得ている。
物心がつく頃から使用人として過ごしてきたため、自由な生き方には懐疑的。自らを人間ではなく「家具」であると称している。
ベアトリーチェに対しては、敬意と同時に敵意も抱いている。朱志香に対して恋心を持っており、相思相愛でもある。なお、蔵臼からは友人のように接されているが、夏妃からは冷たくされている。自身も、夏妃に「地獄へ堕ちろ」と陰口を叩いている。
高い戦闘能力をもつが、魔女の家具には及ばない。
マンガ版Episode8にて、その正体が「ヤス」（安田紗代）から誕生した人格であったことが描写されている。
一部のEPで嘉音の遺体が見つからないのは嘉音＝紗音だからである。
郷田 俊朗（ごうだ としろう）*
声：上別府仁資 - 演 : 小磯一斉
使用人のひとりである料理人。勤続期間は2年目になる。元大手ホテルのレストランのシェフで、料理の腕前は超一流。
元は高級ホテルの料理人で、トラブルに巻き込まれて退職し右代宮家の料理人に転職した経緯を持つ。その採用に直接関わった夏妃は郷田にとって大恩人で、他の一族以上に彼女への忠誠心が高い。
その一方、当主である金蔵には面通りすら叶わないことへの不満も持っており、彼の腹心の証である「片翼の鷲」を許された使用人たちに対し優位に振る舞おうとする。
虚栄心の持ち主でもあるが料理作りに対しては本気であり、料理について説明することには心から喜びを感じている。舌という味覚だけではなく脳による料理への知識という感覚が料理の味を引き立てることを理解しており、自身の腕の良さの誇示だけではなく料理のおいしさを引き立てるために料理の説明をしたがるというところもある。
1986年の親族会議に参加している使用人たちの中では、金蔵がすでに死亡していることを知らされなかった唯一の人物。
漫画版にて、Episode2とEpisode4の事件の共犯者だったことが判明した。
「うみねこのなく頃に翼」に収録された短編ではレストラン内での派閥争いに敗れて退職した経緯が書かれているが、漫画版EP8では女性関係で退職したことになっている。（原作者の指示による描写で、原画家はそれに従っただけ）
熊沢 チヨ（くまさわ ちよ）*
声：羽鳥靖子 - 演 : 青田いずみ
右代宮家で家事を手伝うパートタイマー。80歳近い高齢で、退職と復帰を繰り返している。
お喋り好きで明るい性格だが、面倒な仕事が来ると「腰が痛い」などのを理由にサボる一面があり、夏妃からは『仮病の魔女』と陰口をつかれながらも高齢のためか半ば黙認されている。
「鯖」を題材とした冗談は十八番であり、一族の間では親族会議での定番のジョークとなっている。
怪談話をでっちあげて子供を怖がらせるのが好きという癖があり、「夜の右代宮家には、魔女が闊歩していたずらをくり返している」という怪談をはじめに語った張本人。
紗音や嘉音といった福音の家出身の使用人には慕われており、嘉音いわく「母のような存在」。
幼少だったヤスが金蔵の花瓶を落として割ってしまった時、「猫が花瓶を落として割れてしまった」と偽って庇い、他マスターキーを無くさないよう鍵束にタコ糸で結び付ける、出したものは元の場所に戻す等、ヤスに「魔法」と「そして誰もいなくなった」を通じミステリー小説の面白さを教えた。
ヤスの事情を知っていることから、事件で裏からヤスに協力しているひとり。また、金蔵死亡隠蔽の協力者でもある。
南條 輝正（なんじょう てるまさ）*
声：石住昭彦 - 演 : 加藤隆浩
金蔵の主治医を務めている老紳士。病院は息子の雅行に譲っており、のんびりと余生を送っている。
大らかな性格で、金蔵の友人であり、使用人を除いて面会を許される唯一の人物。
金蔵と出会ったきっかけは、金塊をめぐる争いで負傷していた「ベアトリーチェ・カスティリオーニ」を金蔵が医院にかつぎこんだことから。西洋趣味が共通することから話が合い、チェスを通じて仲良くなった。
ヤスが起こす事件では常にヤスの共犯者である。また、金蔵死亡隠蔽の協力者でもある。

### その他の使用人
「煉獄の七姉妹」のモデルになった人物たち。いずれもシフトの関係で1986年の10月の親族会議の日は出勤していないため、六軒島の事件にかかわっていない。
瑠音（るおん）
声：斉藤佑圭
右代宮家に仕えていた使用人の少女で、「福音の家」出身。
紗音とヤスが右代宮家にきた時点で、既に2年前から務めている先輩使用人。ヤスをいじめていた使用人の中心格。
後に使用人たちの入れ替わりで右代宮家から辞めて去った。
容姿が煉獄の七姉妹のルシファーに酷似している。
恋音（れのん）
声：米澤円
右代宮家に仕えていた使用人の少女で、「福音の家」出身。
紗音とヤスと同時期に右代宮家に務めている先輩使用人。めんどくさがりで、仕事で汗臭くなることをダルく感じている。
後に使用人たちの入れ替わりで右代宮家から辞めて去った。
容姿が煉獄の七姉妹のレヴィアタンに酷似している。
玲音（さのん）
声：日笠陽子
右代宮家に仕えていた使用人の少女で、「福音の家」出身。
紗音とヤスと同時期に右代宮家に務めている先輩使用人。後に使用人たちの入れ替わりで右代宮家から辞めて去った。
容姿が煉獄の七姉妹のサタンに酷似している。
礼音（れいのん）
声：吉田聖子
右代宮家に仕えていた使用人の少女で、「福音の家」出身。使用人の白い帽子をかぶっていない。
ヤスが最初の魔女ベアトリーチェ（ガァプ）に、礼拝堂で初めて出会った時期に右代宮家に務めている先輩使用人。
後に使用人たちの入れ替わりで右代宮家から辞めて去った。
容姿が煉獄の七姉妹のベルフェゴールに酷似している。
眞音（まのん）
声：新名彩乃
右代宮家に仕える使用人で、「福音の家」出身。
紗音より若い。蔵臼夫婦の不在時は、朱志香の部屋で紗音と賑やかにおしゃべりしている。
容姿が煉獄の七姉妹のマモンに酷似している。
鐘音（べるね）
声：山岡ゆり
右代宮家に仕えていた使用人の少女で、「福音の家」出身。使用人の白い帽子をかぶっていない。
使用人たちの入れ替わりで、ヤスが使用人たちの中で古参となった以降に、後輩として務めているが前の使用人からヤスの悪評を聞いているためヤスの言う事をまったく聞かなかった。
その後、ヤスの魔法による（漫画版EP8でトリックが明かされている）「マスターキー」が突如なくなるという怪現象をみて以降はベアトリーチェの信奉者となり、「魔女ベアトリーチェが夜の右代宮家を徘徊している」という怪談を広めるひとりとなった。
容姿が煉獄の七姉妹のベルゼブブに酷似している。
明日音（あすね）
声：豊崎愛生
鐘音と同期の使用人の少女で、「福音の家」出身。使用人の白い帽子をかぶっていない。
鐘音と共に、ヤスの後輩として務めている。
ベアトリーチェの存在を信じていないが、「この職場の使用人は、怪談を信じている素振りをしなくてはならない」という空気を読み取って、そのように振舞っていた。
容姿が煉獄の七姉妹のアスモデウスに酷似している。

## 来客者
古戸 ヱリカ（ふるど えりか）
声：桑谷夏子 - 演 : 遥りさ
episode5から、1986年10月4日・5日の親族会議にあらわれる探偵。青色の長髪が特徴で、髪型はツインテール。
1986年10月4日に、六軒島付近の海域を航行していたプレジャーボート「エターナルメイドII」から転落し、海難事故による遭難者として六軒島に漂着した。奇跡的に無傷で右代宮家の屋敷に保護され、客人として迎えられている。そして、魔女伝説連続殺人事件に遭遇することになる。
白いブラウスにピンクを基調とした、裾に赤いフリルが施されたハイウエストのスカートと柄タイツを着用し、赤い薔薇を飾ったヘッドドレスを付けている。この服は元々朱志香の服である。
10代半ばの少女だが、博識で頭が良く、写真並みの記憶力を持つ。ほとんど敬語を用いている。
謎解きやミステリーなどに強い関心を示しており、これらを楽しむことができるならば、人情を無視することもある。また、出題者を見下すことに悦楽を覚え、冷酷かつ狡猾な一面もある。
自身の推理には自信を持っており、それを汚されたり挑発されたりすると強い怒りを露にする。そのため、自らを「知的強姦者」（移植版では「知的蹂躙者」に変更されている）と自称して憚らない。
口癖は、「グッド!」、「ただ○○がここに存在するだけで、古戸ヱリカはこの程度の推理が可能です。…如何でしょうか、皆様方?」など。
テーブルマナーは完璧だが、箸に対してこだわりがあり、西洋料理も箸で食べようとする。
夜中に一睡もせず戦人の行動を監視したり、絵羽とともに考えだしたガムテープによる室内の封印を全ての部屋や窓に施すなど、尋常ならざる行動力を見せ、作中では幾度も「毒蜘蛛」と形容されている。
恋人の浮気を疑ったことで疎まれ、手酷く捨てられた過去があり（決定的な浮気の証拠もなければ、浮気して"いない"証拠もなかった）、これが彼女が「絶対的な真実」に強く執着する背景となっている。

1986年より後の時代では、プレジャーボートから転落後に行方不明になったと扱われている。六軒島に漂着し、「六軒島爆発事故」に巻き込まれたのではないかと遺族は主張しているが、いかなる証拠も発見されてはいない。
実はベルンカステルが送り込んだ人間としての「駒」であると同時に分身であり、ゲーム盤の上ではいかなる場合でも「探偵権限」を発動させることができる。
協力関係にある「アイゼルネ・ユングフラウ」を見下したり、同じく協力者である「シエスタ姉妹兵」をこき使ったあとに処刑しようとしたり、「煉獄の七姉妹」を「文鎮」と嘲るなど、人ならざるものたちに対して異常な嫌悪をみせている。
episode5の殺人現場においては、介入して現場検証や事情聴取を行っては推理を展開している。また、上位世界に干渉および存在することもできる存在でもあり、「本格ミステリー」を主軸とした論法で考察を行い、反りの合わない戦人と激しい論争を繰り広げる。
episode5終盤にて戦人を倒したため、後見人のベルンカステルに「真実の魔女（仮）」とされる。これ以降、魔女でありながらニンゲンでもあるという特殊な存在になる。
episode6では魔術師となったバトラと戦うも敗れ去り、最終的にはベルンカステルからも見捨てられる。しかし、episode8にて復活を果たしている。

## 1998年の世界

### 八城 十八
推理小説作家。世間では男性と思われている。性格は傲慢で厭世的。実は、八城幾子と十八の2人で1人のペンネームであった。
六軒島殺人事件に興味を持つ「ウィッチハンター」のひとりであり、「すべてのナゾを解読した」と豪語している。しかし、その真相を公表せず、その代わりにヒントを追加した新しい物語をインターネット上でいくつも発表している。それは六軒島事件の謎を伝える新しい「メッセージボトル」であり、ウィッチハンターたちからは「偽書」と呼ばれている。
八城 幾子（はちじょう いくこ）
声：根谷美智子
「八城十八」として今まで縁寿の前に登場してきた女性。ミステリー作家である。相手を「人の子よ」と呼ぶ。
ミステリアスで超然とした性格。高慢な言動で、自身の作品の一部の読者を批判することもある。
六軒島の事件から生還した戦人をドライブ中偶然発見して、戦人に「八城十八」という仮の名前を与え、十八とともに作家生活をする。
良家のお嬢様だったが、やんちゃがすぎて実家を追い出され、親の用意した別荘で数名の使用人を雇い、気ままに暮らしている。
「ベルン」という黒猫を飼っている。
六軒島事件の真相が書かれている「一なる真実」という絵羽の日記を所持しており、それを「ウィッチハンター」たちに公開する予定だったが、途中で日記の公開を中止した。
「フェザリーヌ・アウグストゥス・アウローラ」を自分のつもりと語るも、縁寿に「あなたがフェザリーヌなの?フェザリーヌがあなたなの?」と質問されるも、なぜかとぼけながら回答を避けた。
八城 十八（はちじょう とおや）
声：小野大輔
六軒島事件から奇跡的に生き残って、幾子に拾われた戦人。白髪に変化しており、服装も黒色を基調としている。
現在は幾子と共にミステリー作家になっており、作品の原案を十八、執筆が幾子という体制で作品を創作している。
戦人の記憶を持っているが、記憶を取り戻した時点で既に「十八」としての人格が確立していたこともあり、自分が「右代宮戦人」であることをどうしても受け入れられなかった。その意味においては、十八と戦人はもはや別人と変わらない。
戦人であると公表していないため、法律的にも世間的にも「右代宮戦人」は失踪扱いになっている。
十八と戦人という二つの存在の狭間で苦しみながら、生き別れた妹の縁寿との再会を望むようになる。
詳しくは、右代宮戦人の項目へ。

### その他の人物（1998年）
小此木 鉄郎（おこのぎ てつろう）
声：小杉十郎太（アニメ版）、成田剣（ゲーム版） - 演 : 林田寛之
秀吉の取引先である食品会社の社長の関係から秀吉一家とは懇意の仲で、その縁から1998年の世界では右代宮グループの重鎮となっている。
「手品END」の世界では、縁寿によって「天草に命令して、縁寿と霞一味を殺害させようとしていた」と断定されている。理由は、縁寿が継いだ株と財産、それを狙う親類者の須磨寺霞の存在によって右代宮グループが崩壊しかねないことから。
「魔法END」の世界では、縁寿に条件付で右代宮グループを譲られており、仮に縁寿の殺害計画があったとしても実行する必要がなくなった。
キャラクターデザインが『ひぐらしのなく頃に』に登場する「小此木」と酷似しており、後に発表されたプロフィールにて名前も「ひぐらしのなく頃に」に登場する小此木の下の名前が同じ「鉄郎」であることが明かされている。なお、作者の竜騎士07は両者は別人としている。
天草 十三（あまくさ じゅうざ）
声：遊佐浩二 - 演 : 鷲尾修斗
右代宮グループのセキュリティメンバー。元傭兵でスナイプの技に長けている。
性格は軽く、すぐ軽口を叩く。口癖は「ヒャッハ」「クール」。
昔も今も縁寿とよく話している。縁寿を「お嬢」と呼ぶが、アニメでは「縁寿さん」と呼ぶ。
1998年の世界では絵羽の護衛を担当していたが、軽い性格が疎まれて辞職させられ、ブラックウォーター社でエクササイズを担当していた。しかし、小此木の依頼で縁寿の護衛役として日本に帰国した。
「手品END」の世界では、縁寿から「小此木に縁寿と霞一味を殺害するよう命令されていた」と断定され、射殺される。実際に、episode6のお茶会では小此木への報告電話でそれが真実であることを示唆するようなやり取りを行っている。だが、「魔法END世界」では縁寿が小此木と完全に和解しているため、小此木の下を去り、作家になった縁寿の付き運転手となる。
川畑（かわばた）
声：松岡大介 - 演 : 小磯一斉
右代宮の関係者たちを六軒島へ送り届けた船の船長。老境の男性。公共の交通機関のない六軒島へは、川畑の船以外での交通は不可能とされる。
古い時代に、六軒島への人や物資の運搬を行う契約を金蔵と交わしており、六軒島輸送を一手に引き受けている。
数年前まではボロい漁船だったのだが、外国の漁船とのスピード勝負に負けた悔しさから、40ノットを超えるスピードをさせる高速艇に改造された。この結果、最高速度で飛ばすと新島から六軒島まで数分で到着できる。
1998年の世界では、右代宮家の人間を無事に新島まで送り届ける仕事を果たせなかったことを後悔しており、最後の生き残りである縁寿を島に送り届けようとする。
「手品END」の世界では、縁寿によって須磨寺霞に買収された手先と断定され、縁寿に射殺された（ただし、実際に川畑が須磨寺家に買収されたかは曖昧な描写なため、真相は定かではない）。
須磨寺 霞（すまでら かすみ）
声：田中敦子（アニメ版）、島本須美（ゲーム版） - 演 : 矢澤梨央
霧江の妹。戦人と縁寿の母方の叔母。斜陽を迎えつつある旧家である須磨寺の当主。
霧江が当主を継ぐ予定であったが、霧江と留弗夫との間に子供ができたために右代宮家に嫁ぎ、急遽当主の座を継ぐことになった。その際に、当時付き合っていた男性とも強制的に別れさせられ、本家の望んだ「顔も知らない男」と無理矢理結婚させられており、そのため「人生を狂わされた」と考えており、霧江に対して深い憎悪を抱いている。
幼少期はお嬢様生活をしていたようで、厳しい躾に苦しむ霧江を嘲笑しており、そのツケが回ってきたと縁寿に指摘されている。
1998年の世界では、霧江の忘れ形見である縁寿を須磨寺家で引き取り、縁寿が継いだ右代宮の財産を搾取しようと目論む。
性格は一見優雅な貴婦人だが、感情が昂ぶるとサディスティックな言動が増えるようになる。須磨寺の歴史ある血筋に対するプライドが非常に高く、右代宮を成金と蔑んでいるものの、経済的に右代宮の方が上位にあることを歯がゆく感じている。
水面下で小此木や大月教授に縁寿の引き渡しの依頼をしたり、様々な人々を買収している。
最終的に六軒島で縁寿を追い詰めるが、護衛ともども「煉獄の七姉妹」に殺されるという末路を迎える。
大月（おおつき）
声：近藤隆幸
民俗学の教授。学識はオカルト関係に偏っており、そちらの方面で著名。
六軒島殺人事件の真相を独自の解釈で趣味的に推理する好事家「ウイッチハンター」の一員。1998年の世界では、魔女ベアトリーチェの伝説を収集している。
実は、縁寿の身柄を引き渡すよう依頼されていた霞の手先だったが、縁寿にうまく丸め込まれ、結果的には縁寿に右代宮蔵書やメッセージボトルの情報を提供したうえ、そのまま逃してしまう。
南條 雅行（なんじょう まさゆき）
声：石住昭彦 - 演 : 加藤隆浩
南條輝正の息子。父から病院を継いで新島で開業医をしている。診療所は「かなり大きい」とのこと。
病気の娘がいたが、1998年では娘は死んでいた。
ナゾの手紙を所持しており、手紙の中には銀行のカードとキーが入っていた。
熊沢 鯖吉（くまさわ さばきち）
声：梅津秀行 - 演 : 高寺雪緒
熊沢チヨの息子。新島漁港で働いており、六軒島事件の頃はチヨと同居していた。
ナゾの手紙を所持していた。

## 1945年の世界
日本海軍は、本土防衛を目的として、八丈島と横須賀を結ぶ線上に回天搭載潜水艦の秘密基地を建造する計画を立案し、秘匿性が高いと見られた無人島の六軒島を候補に上げる。だが当時の日本には、既に回天を搭載できるだけの大型潜水艦が残っておらず、六軒島の基地建設は未完成に終わった。そのため島には岩窟内に建設途中の基地が残るのみで、その後は守備隊が島を管轄するだけとなった。
そんなある日、10tのインゴットを積んだイタリア社会共和国海軍の潜水艦が六軒島の岩窟に入港し、六軒島での命運が大きく変わることになる。

### 日本軍
山本中尉
当時の金蔵たちの軍人としての上司。 金蔵にイタリア軍との和訳役を命じた。 黄金に目がくらみイタリア人の黄金を奪おうと画策する。ビーチェを人質にするも、金蔵に殺される。
episode7の終盤では彼ではなく金蔵が黄金強奪の主犯であったと取れる描写が一瞬だけ挿入されているが、漫画版episode8ではこの描写について「金蔵を憎み、彼を信じることのできないヤスには、基地跡に残る惨劇の痕跡が金蔵が黄金を強奪した証拠としか思えなかった」と語られている（一方で「山本中尉が黄金を強奪しようとした」というのも金蔵の回想、彼の言い分として描かれており、真相は断定されていない）。
平岡兵曹
日本軍の兵士。イタリア軍と日本兵の黄金争いの交戦中で死亡する。また、彼の死の影響で当時死ぬことを望んでいた金蔵は死を恐れるきっかけになった。

### サロ共和国軍
アンジェロ少尉
イタリア兵士たちの上司。日本兵を始末して黄金を守ろうと画策するも、日本兵に一歩先を取られ交戦になり死亡する。
ジーノ、ルーベンス
イタリア兵の二人。日本兵と交戦で死亡した。
ベアトリーチェ・カスティリオーニの父
ビーチェの父親で、イタリアの高官。六軒島へ到着した時には即に死亡状態だった。

## その他の人物
マルソーの会長
ベアトリーチェの10トンの金塊を、金蔵以外で唯一目撃したとされる人物。 すでに亡くなっている。性別、名前不明。 若い頃の金蔵の保証人となった会長は、金蔵から10トンにおよぶ黄金のインゴットの山を見せられ、そこから任意に抜き取ったインゴットをひとつ持ち帰り、それを見せることで財界のフィクサーたちを信用させて金蔵への融資を得たといわれる（本編ではあくまで保証人といわれているのみであり、彼（若しくは彼女）自身が金蔵に融資を行ったかどうかは不明）。
引き取ったインゴットは再び右代宮家（蔵臼）の元に返った。
右代宮家の長老たち
戦前に関東大震災で全滅した右代宮家の復興を金蔵に指示した者たち。現在は故人である。 金蔵は当初、長老の操り人形のような状態であった。権利ではなく責任を背負わされた形であり、金蔵の子供たち曰く「金蔵の一番の不幸は右代宮家の当主を押し付けられたこと」ということ。 金蔵の結婚相手も長老たちによって右代宮家に都合の良い相手が選ばれた。
サク、ヒナ、リン
いずれも朱志香の同級生。サクとヒナは朱志香より先に彼氏ができ、実際ヒナの彼氏は文化祭に来た他、リンの彼氏も登場した。朱志香とは仲の良い友達だが、恋人がいない朱志香が劣等感を抱く存在でもあった。
高宮議員、榎本会長
朱志香の学校でのPTA親睦会に来ていた、蔵臼夫婦と知り合いの要人たち。
デイル･ワタナベ
米国の弁護士。留弗夫の会社が米国で引き起こした問題を担当している。
南條の孫
南條の孫。重病。1998年世界によると、南條の息子には難病で天寿を全う出来なかった娘がいたとのこと。おそらくはこれが「南條の孫」のことだと思われる。episode3で南條輝正は殺されそうになる時、「重病の孫がいるので殺さないでくれ」と命乞いしていた。
曽根崎、近藤、土方
episode5にて、蔵臼に怪しげな投資計画を持ってきた蔵臼の事業関係の関係者たち。 蔵臼曰く優秀な男たちだという。 しかし、夏妃曰く詐欺師の一味としている。上記の三名の他にも数名の関係者がいる。
福音の家の園長
福音の家の園長。福音の家では、神の愛や聖霊のみちびきなどを教えるという、説教のようなこともしていたらしい。ヤスは園長先生から「神や聖霊のみちびきを感じるには眼ではなく心で視ること」を教えられ、それを実践することにより、「この世ならざるもの」を知覚認識する力を得た 。これがなんらかの超常的な力なのか、豊かな想像力をもっていただけなのかは不明である。
神父
真里亞の通う幼稚園で聖書のお話をしにきた神父。真里亞はこの神父に聞いた「聖母マリアの処女懐妊の物語」に衝撃を受け、自分に父がないことと名前の一致から、自身を「選ばれた神の子」と認識するようになる。これをはじまりとして真里亞はオカルトに被れるようになり、ベアトリーチェとマリアージュ・ソルシエールをつくり、互いの宇宙を高めあうようになる。神父本人にそんな意図はなかっただろうが、この名もない神父様は、まぎれもなく六軒島事件の遠因を作ったキーパーソンの一人である。
民生委員
声：須加みき - 演 : 青田いずみ
中年の女性と思われる。1986年以前の時代に、真里亞が警察に保護された時に聴取を行った民生委員。本署で真里亞から聞き取り調査を行った。 楼座帰宅時に、真里亞が近所で夜一人で買い物や食事に来るため目立った存在であることを話し、北海道旅行の件を持ち出して楼座を問い詰める。
霧江の父親（縁寿の母方の祖父）
縁寿の母方の祖父（霧江の父）。須磨寺家からは離れて隠居している。1986年の親族会議で縁寿はこの祖父の元に預けられた。1998年世界ではすでに死亡している。縁寿にとっては須磨寺関係者の中で唯一心が許せた人間。episode3後の縁寿は絵羽に引き取られるくらいなら祖父の元にいたかったようだが、右代宮家の跡継ぎとして縁寿が必要という度重なる絵羽の説得により、右代宮家に引き取られることになった。須磨寺家にとっては入り婿。家のための結婚だったらしく夫婦仲は悪かったらしい。別居同然の隠居も妻（霧江の母）の望みでもあったようなニュアンスがepisode4では語られている。
明日夢の両親
戦人の母方の祖父母（明日夢の両親）。割と最近相次いで死去、死因不明。双方ともに名前不明。 留弗夫の再婚後6年間、戦人は彼らの家に身を寄せ、母方の姓（この家の姓）を名乗っていた（苗字不明）。 戦人はここで「庶民の暮らし」をしていたそうなので、右代宮家のような金持ちではなく一般的な経済水準の世帯の模様。
川畑機長
新東京航空201便の機長として戦人たちを調布空港から新島空港まで運んだ。 「川畑」はepisode4で明かされる船長の名前と同じ。
画家
1984年4月以前に、金蔵に命じられてベアトリーチェの肖像画を描いた（おそらく大小の2枚）。何を元に描いたかは不明。
episode8では、1998年の世界で寿ゆかりとして生きていた縁寿に再びベアトリーチェの肖像画を依頼されていた。
ヱリカの昔の恋人
古戸ヱリカがかつて付き合っていた男性。劇団員だった。 ヱリカは彼が浮気をしているのではないかと疑い続けた過去があり、それに彼は嫌気を感じて別れた。
浮気をしていない証拠は証明できない。つまり不存在の証明であり、証明が困難であった。そのため、ヱリカの恋人は赤字を使えない人間である限りはいかにしてもヱリカに「真実」を与えることはできなかった。 これがヱリカが「真実の魔女」への道を歩むことになったきっかけとなっているようだ。
聖ルチーア学園のクラスメイト
声：橋本まい（A） / 井澤詩織（B） - 演 : 柴田茉莉 / MIO / YAE / 舞原鈴  / 山田せいら / 工藤成珠
クラスリーダーを始め、誰も縁寿への虐めを止めず積極的･消極的に虐めに加担。 配布物を渡さない、私物を隠す・破壊する、陰口は日常茶飯事だったらしい。連帯責任（奉仕活動＝罰当番）回避のため、テストの出来が悪い縁寿を放課後皆で長時間に亘り吊るし上げ、狂気笑いをしていた。一人が怪死した為、同級生数人が警察に嫌疑を掛けられる羽目になる。
須磨寺霞の護衛
須磨寺家に仕える護衛たち。縁寿を捕まえるため須磨寺霞の無理な命令も着々とこなす。「お茶のお道具」（注：人を殺傷できる武器や銃火器類のこと）を携帯して、霞の命令なら殺人も辞さない人間たち。 失態を犯すと霞さんの「茶会」に招待される。
霧江の母（縁寿の祖母）
縁寿の母方の祖母（霧江の母）。須磨寺家の実力者で霞も恐れる人物。1998年世界で健在。祖父（1998年世界では死亡）との夫婦愛は冷え切っていた様子。

## 幻想世界の者たち

### 魔女･魔術師

#### 元老院
高位の魔女たちの中でも、「造物主」や「航海者」などの立場にある者たちが所属している組織。メンバーは「議員」とも称されており、「天界大法院」の内政にも介入している。

##### 造物主
「航海者」の魔女よりさらに上の階層にいる魔女の名称。航海者からは「神」と呼ばれると同時に、おそれられている対象でもある。
世界を執筆（創造）できる立場にあり、無の中に１を生みだすことができる神聖な存在とされている。また、無限を生み出し、再び０にも戻せる。
フェザリーヌ・アウグストゥス・アウローラ
声：根谷美智子
八城幾子の魔女としての姿であり、幾子が執筆している「偽書」の中に登場するキャラクターでもある。
千年を生き飽いた「観劇と戯曲と傍観の魔女」。かつてはゲームマスターとして数多くの名勝負をつくり出してきたが、現在はその栄光は遠い過去のものとして忘れ去られている。
外見は八城幾子と酷似しているが、頭部に馬蹄状の飾りのようなものをつけている。これは記憶補助具であり、これがないと自身の性格や個性が保てないほど老いている。
『うみねこのなく頃に』の物語を外側から観劇する「観測者」であり、物語に干渉はできないが、逆に物語から干渉されることもない。
フェザリーヌは物語を観測する際、「巫女」に指定した人物に物語を観測させ、その巫女から物語を聞き取ることを好む。episode6では、エンジェがこの巫女に抜擢されている。ベルンカステルは彼女の過去のゲームの巫女である。
巫女を通じた形でしか物語が観測されない以上、自身の観測は制限されているが、それが退屈という病に倒れることを防いでいる。
原作者の竜騎士07いわく、昔の頃に頭の左の角を傷つけた結果の姿が、『ひぐらしのなく頃に』に登場する「羽入」だという。本作では、角の傷が回復して今に至る（作中では明かされていない）。マンガ版においては、羽入そのものの姿が回想で登場している。
かつて自身が「駒」だったころ、自分自身がだれかに創作された存在だと気づき、自分も創作する側（造物主）になったという。現在は、自分のことだけ創作して、ほかは他人に創作させている「リレーマンガ」のような世界にいるとも原作者が述べている。

##### 航海者
「ゲームマスター」より上の階層にいる魔女たちの名称。「カケラ」と呼ばれている異なる運命や境遇の世界を渡り歩くことができる存在。
一定の領地を持たないために価値観が安定せず、魂が希薄になりやすい。そのため、カケラの海の藻屑となって消えていく者も少なくない。
彼女らの航海に終点はなく、終点から逃れるための旅だと結論する者もいる。
ラムダデルタ
声：大浦冬華 - 演 : 藤野あさひ
千年を生きた「絶対の魔女」。1人を“絶対に”殺す力をもつ。episode2の裏お茶会から登場。
「努力の結実」を象徴する存在であり、人間たちからも崇められている。誰の努力を報うかは気まぐれだが、一度力を発揮すると圧倒的なパワーで全てをねじ伏せることができる実力の持ち主。しかし猪突猛進する所が欠点。
ベルンカステルにつけ込まれて敗れた経緯を持つ。しかし、ベルンカステル当人からは苦手とされており、「二度と戦うのはごめん」と述べ、「ラムダデルタの力はベアトリーチェと相性がよく、ベアトリーチェの“無限”を殺せる」とも語っている。
自身はベアトリーチェに協力的だが、ベルンカステル同様「あなた」に助言をする。ベアトリーチェを「ベアト」、ベルンカステルを「ベルン」と愛称で呼ぶ。
外見は『ひぐらしのなく頃に』の「田無美代子」（鷹野三四の幼児期）を思わせる容姿だが、性格的な部分に大きな違いがある。
真の目的は「推理ゲームの永遠の引き分け」であり、ベアトリーチェとベルンカステルの対決を永遠に終わらせないことで、ベルンカステルを自身の鳥篭に閉じ込めることを企む。
ベルンカステルに強く執着しており、戦人が不利になれば戦人に、ベアトリーチェが不利になればベアトリーチェに手助けし、目的の達成のために縁寿に協力を求めたりもする。
ベアトリーチェの後見人であり、自身が後見人を辞めればベアトリーチェは「ニンゲン」に戻ると脅している。
episode5においてベアトリーチェに代わりゲームマスターを務め、終盤にはヱリカの要請に応じて「幻想大法廷」を開廷する。一度はベルンカステルとヱリカの勝利を認めるも、真実に到達した戦人を新しきゲームマスターとして認める。
「物語の登場人物ではない」「あしたは学校がある」などといった自身の正体をほのめかすが、詳細は不明のままである。
ベルンカステル
声：田村ゆかり - 演 : 田中万葉
千年を生きた「奇跡の魔女」。起こりうる事象の可能性が“ゼロでない限り”、かならず成就させる力をもつ。
episode1の裏お茶会から登場し、ベアトリーチェの目を盗んで「あなた」に助言を与える。当初は戦人の協力者として振る舞うが、目的は「ベアトの心臓を抉り出すこと」であり、episodeが進むにつれ「知的強姦者」（移植版では「知的蹂躙者」に変更されている）としての本性をみせていく。
運命や可能性を視覚化できる世界に住んでおり、人間の運命を鑑賞し、時に干渉する。
ラムダデルタいわく、かつて「ニンゲン」だった頃、ラムダデルタの手による過酷な運命に囚われ弄ばれた経験を持ち、当時の主（主はフェザリーヌと思しき描写がある）のミスも手伝って長い間過酷な運命をさまようことになり、その結果性格が壊れて今の残酷な魔女になったという。
ベアトリーチェを「ベアト」、ラムダデルタを「ラムダ」と略称で呼ぶ。
好きなものはワインと辛い物で、嫌いなものは退屈と学ばない者。強い魔力を持つが、それと引き換えに心が割れてしまい、人間らしい温かい感情をほとんど失っている。
自身を「世界でいちばん残酷な魔女」と表現しており、家族の帰還を願う縁寿を駒として利用したり、ベアトリーチェを「人形」と称し、人間に不幸な結末を与えて歪む表情を嘲笑するなど、己の勝利や退屈を紛らわす為には手段を選ばない残酷な一面もある。
漫画版においては、縁寿の幸福を当人としては一応気にかけている描写が存在するが、彼女には全く伝わっていない。
episode5において自らの分身である「古戸ヱリカ」を召喚し、彼女に「探偵」としてゲーム盤に参加させる。しかし、全ての真実に到達した戦人の前に二度も敗れ去ったヱリカを見捨て、自らepisode7においてゲームマスターを務める。
八城幾子がペットとして飼っている「ベルン」という名の黒猫に変身することが可能。
原作者の竜騎士07いわく正体は、『ひぐらしのなく頃に』で登場する「古手梨花」が賽殺し編で自らを｢ベルンカステルの魔女｣と語ったもうひとりの自分と決別し、梨花のベルンカステルの部分が「カケラの海」をさまよううちに、最悪な性格部分だけが結晶された存在だという（作中では明かされなかった）。
原作のTIPSの「ベルンカステル」の項目にて、「時に貴方であり、貴方の唯一の友人でもある」と記され、「うみねこのなく頃に翼」の『ベルンカステル卿の手紙』にてフェザリーヌ宛と思われる内容に、「まだ親愛であると信じている貴方の友人ベルンカステルより」と書かれていることから、まだニンゲンだったころの記憶は忘れていない模様。

#### ゲームマスター
「ゲーム盤」（六軒島で事件が発生する世界）を支配している魔女または魔術師の名称。「領主」とも呼ばれており、ゲーム盤内を自由にできる立場であるが、ゲーム盤より上の階層には手出しできない。
ベアトリーチェ
声：大原さやか - 演 : 稲田ひかる（Episode2-4）、鈴木亜里紗（Episode5）
六軒島で魔女と呼ばれている存在。千年を生きた「黄金の魔女」にして「無限の魔女」。1人を“無限に”殺す力をもつ。
episode1の「お茶会」にて初めてその姿を著わす。
一人称は「妾」。親しい者には、「ベアト」と愛称で呼ぶことを許している。
「殺人事件は自分が魔法によって直接、もしくは間接的に起こしたものだ」と主張しており、それを納得しようとしない戦人と推理ゲームを行っている（episode2以降）。
既にニンゲンの域を逸脱し、ニンゲンに召喚されては対価と引き換えに力を貸し与えている。
金蔵との契約で、右代宮に富を与えた「右代宮家顧問錬金術師」を自称している。六軒島の広大な森の主として右代宮家で語り継がれてきた存在であり、今なお隔絶された六軒島に不穏な気配を漂わせている。
高圧的かつ我侭な性格で、魔女たちの中でも一際残忍であるといわれている。自分を敬わない者には攻撃的な感情を露にし、激しい罵りの言葉を浴びせる。しかし、一部のニンゲンに対しては手助けの魔法を施したり、慣れ親しもうとするなどの好意的な一面を見せることも多く、時には子供のように我侭を言うなど、非常に気まぐれで起伏の大きい内面もある。
好きなものは紅茶とアイスクリームで、嫌いなものは退屈と自分を否定する者。
実体は「ニンゲンのだれかではなく、この世界のルールが擬人化した存在」とされているが、幻想浸食の進行によって六軒島に顕現し、眷属や魔女の家具を従えて物語を引っ掻き回す。
上位世界では、物語上の真実を「赤文字」で語ることで戦人の推理を否定するが、様式美に拘るため行動にはムダが多く、ラムダデルタからは「軽くて広い弾幕」、またはジャンケンの「グー」と称されている。
episode1からepisode4のゲームマスターであり、episode4ラストにて戦人の「青き真実」により敗れ、最後の謎である「戦人以外の全員が死亡した状況で、戦人以外のなにかが戦人を殺害する」を出題して生きることを放棄した結果、自らの意思で動けない生ける屍のような状態になる。
その後は黄金郷で、ワルギリアや戦人に見守られながら生きていたが、ドラノールに殺された戦人の下に自らの足で駆け寄り、涙を浮かべながら消滅する。なお、消滅したのはゲームマスターであった上位世界のベアトリーチェであり、ゲーム盤の駒としてのベアトリーチェはその後も登場する。
episode7では、右代宮家の真の当主「ヤス（安田紗代）」が思い描いた魔女のイメージを核に、熊沢が語っていた悪食島（かつての六軒島）の怪談や、使用人のあいだで広まった六軒島の屋敷の怪談などの要素が合わさって作りだされた存在であることが判明する。
当初は後述するクレルと同じ外見であったが、金蔵が提示した「ベアトリーチェ」の肖像画の容姿と、ヤスが分離させた戦人への愛憎を取り込み、現在のような存在となった。
ベアトリーチェ（妹）
声：大原さやか
魔術師となったバトラにより再構築されたベアトリーチェ。作中では登場に際しての事情により『雛ベアトリーチェ』とも呼ばれる。
バトラを純粋に慕っているが、健気に尽くそうとすればするほど本来のベアトリーチェのイメージから離れていくため、冷たくあしらわれる。
魔法は一切使えないが、ロジックエラーにより窮地に陥ったバトラを救うため奮戦する。
ヤスの中に存在した「戦人への恋心」を象徴する存在であるが、戦人が六軒島に帰ってこないことに絶望したヤスが自ら切り離すことになる。
ベアトリーチェ（姉）
声：大原さやか
かつて六軒島の「森の魔女」としておそれられていた存在。魔法力はあるが肉の器をもたず、戦人との関係性が薄い。
雛ベアトリーチェの姉を名乗り、二人が一つになったとき、本来のベアトリーチェに近い存在になると述べている。
ヤスがイメージした初期のベアトリーチェで、熊沢たちが噂する島の怪談を原型としている。当時は肖像画がなかったため、クレルの容姿をイメージしていた。

バトラ
声：小野大輔
詳しくは、「右代宮戦人」の項目へ。
ピース
声：東山奈央
『咲』に登場する新たなゲームマスター。フェザリーヌによって差し向けられた駒であり、自らを「刺客」と称する。下品な笑い声が特徴。

#### マリアージュ･ソルシエール
マリアとベアトリーチェの2名によって設立された魔女同盟。 また、「さくたろう」も構成員に数えられている。破門されていたエンジェも、後に再加盟することになる。
同盟の条項第一条は「相互を魔女と認め、その魔法を尊重すること」。 人間を幸福にする魔法を作り出すことを目的とし、この同盟によって魔法の世界は飛躍的に進歩したとされている。
マリア
声：堀江由衣 - 演 : 菖蒲千明
詳しくは、「右代宮真里亞」の項目へ。
エンジェ・ベアトリーチェ
声：佐藤利奈 - 演 : 香田メイ
詳しくは、「右代宮縁寿」の項目へ。

#### その他の人物（幻想世界）
プブリウス・ワルギリア・マロ
声：井上喜久子 - 演 : 仲谷明香
ベアトリーチェの生家の顧問魔術師だった女性で、先代の「無限の魔女」。ベアトリーチェからは「お師匠さま」と呼ばれている。
「ベアトリーチェ」の名前はもともと自身のものであり、無限の魔女の座とともに、現在のベアトリーチェに譲り渡したものである。「ワルギリア」という名前はepisode3で戦人と邂逅した際、名前がないと不便だからと便宜上名乗ったものであり、episode6では「プブリウス・ワルギリア・マロ」と称している。
外見は優雅な洋風の貴婦人を思わせ、丁寧な口調で話す。思慮深く穏やかな性格だが、予期しない状況ではパニックに陥りやすい一面もみせている。
無限の魔女の座についていた頃は、人々の幸福の為に無限の魔法を使っていた。そのため、魔法を残虐な殺人のために使っている現在のベアトリーチェに胸を痛めている。
episode3にてベアトリーチェをこらしめるため魔法戦を繰り広げ、戦人をフォローしていたが、実はベアトリーチェに協力しており、戦人を籠絡するのに一役買っていた。
episode4ではベアトリーチェと金蔵に協力して、「黄金郷」へといたる儀式を遂行させていくなど、基本的には魔女側の存在である。
episode5では生ける屍と化したベアトリーチェを黄金郷で見守る一方で、戦人に再びゲームの謎を解き明かすことを頼み、ベアトリーチェに代わって赤き真実を戦人に与える。戦人が魔術師として認められて以降は、ロノウェ、ガァプらと共にヱリカと戦った。
モチーフは熊沢チヨであり、 ヤスの世話をしてくれたり、「蜘蛛の糸のおまじない」を教えてくれた部分を色強く描写されている。名前を与えたのは真里亞。モデルは戯曲『神曲』の煉獄の案内人ワルギリアス。
エヴァ・ベアトリーチェ
声：伊藤美紀 - 演 : 柴田茉莉
右代宮絵羽が心の奥底に住まわせていた「もう1人のわたし」が魔女として顕現した存在。
episode3にて絵羽が黄金を発見したことをきっかけに誕生し、黄金発見の報酬として「黄金と無限の魔女」の称号と「ベアトリーチェ」の名を継承している。後見人はラムダデルタ。
エンジェからは「黒き魔女」とも呼ばれている。
その外見は右代宮絵羽の少女時代の姿であり、性格はベアトリーチェ以上に残虐。襲名して間もなく無限の魔法を使いこなしたり、防弾結界を瞬時に形成するなど非常に魔法的に優れている。
口癖は「ヘソでも噛んで死んじゃえばぁ?」。
episode3終盤で戦人を屈服寸前まで追い込むが、ベアトリーチェの「魔女を否定する赤文字」の前にいちどは消滅する。
その後もepsode4・6・8に登場するが、それぞれ正体と行動原理は異なる。
ゴールドスミス
声：麦人 - 演 : 斎藤志郎
詳しくは、「右代宮金蔵」の項目へ。
古戸 ヱリカ（ふるど えりか）
声：桑谷夏子 - 演 : 遥りさ
詳しくは、「古戸ヱリカ」の項目へ。

### 天界大法院

#### アイゼルネ・ユングフラウ
天界大法院直属の内赦執行機関のうち、第七管区を担当する組織。7名の異端審問官と多数の補佐官が在籍し、異端審問、処刑執行、もしくは名誉回復を主な任務としている。輝かしい実績が多く、執行機関の中でも「SSVD」とともにかなりの知名度を誇っている。
異端審問官らは、赤鍵（せきけん）や青鍵（せいけん）という武装の装備を許されており、いずれも標的自体の存在否定を目的とした「概念武装」と呼ばれる特殊な武器である。ただし、青鍵が扱いやすい主武装なのに対して赤鍵は非常武装であり、使用には天界大法院による厳重な審査のみならず、元老院議員のラムダデルタによる使用・能力の制限も課されている。これらの概念武装は、作中において異端審問の戒律「ノックス十戒」に則る形で使用され、十戒に反する異端の存在を禁じさせる。
正体は、ミステリーのルールの一つの「ノックスの十戒」をモチーフにした概念的存在であり、寄り代はない。
ドラノール・A・ノックス
声：沢城みゆき - 演 : 砂田理子
アイゼルネ・ユングフラウの主席異端審問官。階級は一等大司教であり、通り名は「十の楔のドラノール」または「死刑宣告のドラノール」。
小柄で聖職者を模した服装を着用し、薄紫色の髪に黄色の目を持つ少女。語尾はカタカナで表され、基本的に敬語を口にする。
感情的な言動が少なく、任務中ではルールに則った性格であるが、任務以外の時にはより寛容な一面もみせている。
ワルギリアの旧友であり、かつて天界の学問について物議を醸したことがあると述べている。
ヱリカから命令を受けていない際には、対戦相手である戦人とも密かに親交を交わした（あくまで任務には忠実であり、その際は容赦しないことを告げている）。
扱いやすい青鍵だけでなく赤鍵をも主武装としており、彼女の派遣は「天界大法院」にて厳重な審査が行われるため、彼女の派遣そのものが死刑宣告と同義であるとされている。
かつて、伝統的な異端審問官であった父親を規則違反により自らの手で尋問・処刑したことがあり、それ以来の彼女の成長は停止したままとなっている。
名前の由来はノックスの十戒の提唱者ロナルド・ノックスから（Ronald→Dlanorと、名前は逆読みになっている）。
ガートルード
声：伊藤静 - 演 : 片田ミチル
アイゼルネ・ユングフラウの上級補佐官。階級は一等司祭。
ドラノール同様聖職者を模した服装を着用しており、黄色のロングヘアに赤色の目を持つ少女。「法語」と呼ばれる「謹啓 - 」「 - 奉る」「 - 給え」「 - なりや」などの口調を用いる。
任務中は冷静沈着・完全無欠・無表情無感動。本来は慈悲深い性格で、多くの後輩から慕われている。事実、任務の失敗でヱリカから執拗な制裁を受けているコーネリアをかばって、自分がその制裁を受けたことがある。
主な任務はドラノールの補佐であり、結界を張り退路を絶つことである。審問官試験に合格済みであるため、ほかの管区の正式な異端審問官として着任を依頼されたが、これを拒否した。
コーネリア
声：朝樹りさ - 演 : 山城なつみ
アイゼルネ・ユングフラウの補佐官。階級は三等司祭。
ドラノールやガートルード同様聖職者を模した服装を着用しており、黄色のリボンで結った茶色のおかっぱに赤色の目を持つ少女。ガートルードと同じ特徴的な口調を用いている。
正義感が強く、ガートルードを慕っており、彼女を真似て無表情無感動を装っているが、本来は熱血的な性格である。
机上演習では優秀な成績を持ち、ガートルードはこの仕事の適性を確かめるべく、わざと彼女をepisode5で勤務させ始める。

#### SSVD
天界大法院直属の内赦執行機関のうち、第八管区を担当する組織。執行機関の中でも歴史が古く、厳格であり原理主義的なことで知られており、「時代に即していない」とする批判もあれば、「法の精神の原点を未だに保っている」という賞賛の声もある。
ともに輝かしい実績を奮う「アイゼルネ・ユングフラウ」よりも厳しい戒律である「ヴァン・ダインの二十則」を用いている。また、SSVDの歴代主席異端審問官は、「ライト」の名を継承するという伝統がある。
ウィラード・H・ライト
声：高橋広樹
SSVDの主席異端審問官。階級は一等大司教であり、通り名は「二十の楔のライト」または「魔術師狩りのライト」。愛称は「ウィル」。
名前だけはepisode5から、実際にはepisode7から新しく登場。ダイアナという猫を飼っている。
前頭部に赤色の髪が混じった茶髪に黄色い目を持っており、白いシャツの外に青い外套を着用している。
粗っぽい性格で口が悪く、誰に対してもタメ口で接する。口癖は「頭痛にならァ」であり、「ない」と言うときは語尾を「ねェ」とする。
礼儀を弁えなかったり、相手の心情を汲み取らずに軽々しい発言をするたび理御に尻を抓られている。一方では、人情を大切にする性格でもあり、理御に対しても最後まで友として接していた。
「人間のこころが関わらない事件など存在しない」という持論があり、「ホワイダニット」を重視し、それに則って異端審問を行う。そのため、「ハウダニット」や「フーダニット」を軸に職務をこなす審問官からは煙たがられている。
「人間のこころを理解しようとしないヤツは、知的強姦者でしかない」とも言い放っている。
お涙頂戴のミステリーばかりに飽きたため、数日後に辞職する予定であり、辞表は既に提出して受理されている。
若い頃には、異端審問官のエースとして冷酷無慈悲に仕事をこなすことで恐れられていた。しかし、その仕事ぶりにいつしか変化が起こり、かつてのように輝かしく活躍することはなくなった。現在は気紛れかつ無気力な仕事ぶりで、些細なことにこだわり、誰からも理解されずにいる。
epispde7にてベルンカステルにより、六軒島事件の真相を暴いてベアトリーチェの心臓を抉り出すことを強要される。そして事件の鍵を握る理御と共に、関係者への聞き取り調査を行っていく。

### 悪魔
ロノウェ
声：杉田智和 - 演 : 加藤靖久
ベアトリーチェの従者である大悪魔。ベアトリーチェの執事役かつ家具頭で、彼女のことを「お嬢さま」と呼ぶ。
モノクルを掛けた中年紳士の姿。ハウスキーピングに長けた有能な執事で、特に焼いたクッキーは絶品であり、彼を従者にすることはそれだけで魔女たちの中ではステイタスとされる。
性格はかなりの皮肉屋で、主人に対してもへつらうことなく慇懃無礼なジョークを飛ばす。「ぷっくっくっく」という含み笑いをする。
主人以上の力を出さないため、本来の実力を知る者はいない。
メタ世界の戦人とベアトリーチェの推理合戦では、ベアトリーチェのセコンドにつく。また、推理合戦のルールを戦人（プレイヤー）に説明したり、勝負の判断をしたりするジャッジ的な役割ももつ。
episode5以降では魔術師となった戦人の正式な従者として、ヱリカやベルンカステルと戦う。
モチーフは呂ノ上源次で、彼の使用人としての忠実さを色強く描写されている。名前を与えたのは真里亞。モデルは、ソロモン72柱の27柱目の悪魔ロノウェ。
ガァプ
声：甲斐田ゆき - 演 : 山田せいら
ベアトリーチェの友人である大悪魔。カーリーヘアのグラマラスな女性で、左脇が切り裂かれた赤色のドレスをまとっている。
episode4で初登場。
魔界のファッションシーンに敏感で、ブランドにも詳しい。面食いで、口癖は「ただしイケメンに限る!」「キュンキュンしちゃう」。ワルギリアをからかうのが趣味。
他人の名前を奇妙に略す癖があり、ベアトリーチェを「ビーチェ」、ワルギリアを「リーア」と、ほかの人物が使わない独自の愛称で呼ぶ。
自分や他者を遠く離れた場所に転送する瞬間移動の魔力を持つため、ゲーム中においては「密室ミステリーにとってトドメを刺しかねない最終兵器」といわれている。
episode5以降では魔術師となった戦人の正式な従者として、ヱリカやベルンカステルと戦う。
正体は、ヤスが最初に想像して作り出した「ベアトリーチェ」のイメージ。きっかけは、自らの物忘れ癖が六軒島の魔女「ベアトリーチェ」の仕業と思い込んだヤスが、魔女を探ろうとしたことから。
最初はヤスがベアトリーチェの原型としていたが、後にその設定はヤス自身（名前はベアトリーチェ、姿はクレル）に引き継がれ、ベアトリーチェの「トモダチ」で、名前も「ガァプ」として設定が変更された。名前を与えたのは真里亞。モデルは、ソロモン72柱の33柱目の悪魔ガープ。
ゼパル
声：斎賀みつき
恋愛を司り、試練を課して試す大悪魔。ウェーブのかかった青い長髪の少女の姿をしているが、明確な性別は不明（フルフルとは性別が逆）。
「恋愛こそすべて」という価値観を持ち、芝居がかった男口調で恋愛論を語る。 草食男子を好んで捕食する、恋の狩猟者でもある。
召喚時はフルフルとコンビで現れ、契約者に恋の如何なる場にも怯えぬ勇気を与える。これは「不死身の絶大な防御力」とも例えられている。
モチーフは黄金の蝶のブローチで、キャラクターのモデルはソロモン72柱の16柱目の悪魔ゼパル。
フルフル
声：仙台エリ
恋愛を司り、試練を課して試す大悪魔。ウェーブのかかった赤い長髪の少女の姿をしているが、明確な性別は不明。
ゼパルと同じ価値観を持ち、芝居がかった女口調で恋愛論を語る。草食男子に肉の味を教える、恋の調教者でもある。
契約者に恋の如何なる壁にも恐れぬ勇気を与える。これは「無限無尽蔵の攻撃力」とも例えられている。
ゼパルと同じく、モチーフは黄金の蝶のブローチで、キャラクターのモデルはソロモン72柱の34柱目の悪魔フルフル。
フラウロス
声：本木咲黒
『咲』の『我らの告白』にのみ登場する悪魔。ケモノ耳が特徴の女の子。活発な性格で、「だぜぃ」が口癖。
元々は豹の姿で現れ、人の姿を命じると男の姿になる設定だったが、ヤスの気まぐれによって女の子の設定に変更された。
恐ろしい力を持っており、召喚者の敵を噛み砕き、焼き尽くすことを得意とする、悪魔の中の悪魔とされている。そのため、殺害と破壊を仕事としている。
元々はベアトリーチェと敵対していた魔女と契約していたが、契約重視の為に今はベアトリーチェに協力している。
キャラクターのモデルは、ソロモン72柱の64柱目の悪魔フラウロス。

### シエスタ姉妹近衛兵
ベアトリーチェの友である「竜王ペンドラゴン」が所有している兵団。盟約によりベアトリーチェに貸し出されることもあるが、彼女らの召喚には相当の魔力が必要で、ベアトリーチェでも滅多なことでは召喚できない。
姉妹兵たちは軍楽隊風の制服を着込んだ少女の姿をしており、頭部にウサギの耳をつけている。
彼女たちは「黄金の弓」と呼ばれる光弾で敵対する目標を攻撃する。この光弾は複雑な軌跡を描くことで目標を追尾することができ、あらゆる隙間に入り込むことができる。黄金の弓が一度放たれると、目標となった者はどこへ隠れても射殺される。なお、数人で小隊を組み、連携した攻撃で敵を確実に葬る戦術を好む。
episode5以降では、古き盟約により天界の存在である「アイゼルネ・ユングフラウ」とベルンカステルに協力し、幻想の存在でありながらニンゲン側の存在として戦う。しかし前述のとおり元は幻想の存在であるため、ベルンカステルらが勝利した暁には処刑される運命にある。
モチーフは、ヤスが真里亞のおもちゃの「森の音楽隊」をモチーフにして作り出した存在。名前を与えたのは真里亞。事件での寄り代は、殺人に使用されていたウィンチェスター銃。（作者いわく、ウィンチェスターのCHESTERに「I」（アイ）が入ることでCHIESTER→シエスタ）
下記のほかに、episode5では「17」と「38」が名前だけ登場した。
シエスタ00（シエスタだぶるおー）
声：廣田詩夢
シエスタ姉妹兵の小隊長。隻眼らしく右目に眼帯をつけている。
前衛や偵察に優れており、高い制圧力を誇る。しかし、その強力すぎる力は戦場でも非人道的だと嫌われている。
シエスタ45（シエスタよんじゅうご）
声：水野マリコ（ep3 - 5）、花守ゆみり（翼）
シエスタ姉妹兵の索敵担当。黄金の弓射出時における目標までの距離や方向を正確に計算することができる。
性格は気弱で、謝るのが口癖。沈黙が苦手で、誰かに命令されていないと落ちつかない性質。
シエスタ410（シエスタよんいちまる）
声：喜多村英梨
シエスタ姉妹兵の射撃管制担当。45から送られてきたデータを元に黄金の弓を射出する。
飄々とした性格で、笑い声は「にひ」、語尾は「にぇ」。常に誰かに構っていてもらいたい寂しがりやな面もある。
戦人の力を認めており、しばしば敵でありながら彼を応援するような態度が見られる。
シエスタ556（シエスタごーごーろく）
声：水瀬いのり
シエスタ姉妹兵の分隊火力支援担当。敵を攻撃するよりも味方を守ることにその力が発揮された。
過去の黒い魔女（現実世界では楼座）との戦いで既に戦死している。
おっとりとした性格でトランペットが得意だった。

### 煉獄の七姉妹
ベアトリーチェの上級家具。強力な力をもち、自らの意思でも行動できるが、術者の命令には逆らえない。本来の姿である煉獄の七杭に姿を変えると、より一層の力が発揮される。
それぞれ、七つの大罪に該当する悪魔の名前と対応する性質をもつ。
ベアトリーチェに喚起された時には共通して残酷な性格であるが、エンジェに喚起されたときは一転して明るく、何人かは子供らしさも見せている。また、前者は互いの弱みを握ってはそれを振りかざしていじめ抜くなどのやり取りが多いが、後者は口ケンカは多いものの、仲の良い姉妹であることを強調する描写が多い。
モチーフは瑠音、恋音、玲音、礼音、眞音、鐘音、明日音たち七人の使用人。事件での寄り代は、金蔵が所持していた七つの「杭」。
ルシファー
声：斉藤佑圭
七姉妹の長女で、「傲慢」を司る。キャラクターのモデルはキリスト教の悪魔ルシファー。
姉妹の中では最弱で、それがコンプレックスとして自身を蝕んでいる。妹たちに対して傲慢に振る舞うことで、かろうじて長姉としてのプライドを保っているが、内心屈服に悦を感じている。
レヴィアタン
声：米澤円
七姉妹の次女で、「嫉妬」を司る。キャラクターのモデルはキリスト教の悪魔レヴィアタン。
残忍な性格で、他者をいたぶるのが好きだが、本当は泣き虫という側面もある。行動が遅く、ほかの姉妹より一歩遅れてしまう。
自分が嫉妬し続けた時間だけ移動速度を速めることができ、その速さは音速を超える。
サタン
声：日笠陽子
七姉妹の三女で、「憤怒」を司る。キャラクターのモデルはキリスト教の悪魔サタン。
姉妹たちのまとめ役で、騒がしい姉妹たちを厳しく叱るため、全員から煙たがられている。逆に彼女を叱る者が姉妹には皆無なため、寂しさを感じている部分もある。
ベルフェゴール
声：吉田聖子
七姉妹の四女で、「怠惰」を司る。キャラクターのモデルはキリスト教の悪魔ベルフェゴール。
他者に甲斐甲斐しく尽くす少女だが、その目的は主人を自分に依存させて怠惰な豚にすることである。逆に自分に対して親切にされることには慣れていない。
古風な言い回しを好み、魔の眷属としては律儀な性格。
マモン
声：新名彩乃
七姉妹の五女で、「強欲」を司る。キャラクターのモデルはキリスト教の悪魔マモン。
何でも欲しがる少女で、独り占めを好む。気に入った相手からの寵愛を独り占めにする為に、相手に尽くす努力を惜しまない側面もある。
六軒島事件後の世界では縁寿にとっての一番の友達となっており、エンジェにとっての眷属的な存在でもある。
ベルゼブブ
声：山岡ゆり
七姉妹の六女で、「暴食」を司る。キャラクターのモデルはキリスト教の悪魔ベルゼブブ。
美食家にして大食家。姉妹の中では和ませ役である。戦人とクロワッサンの奪い合いをする場面も見られる。
アスモデウス
声：豊崎愛生
七姉妹の七女で、「色欲」を司る。キャラクターのモデルはキリスト教の悪魔アスモデウス。
姉妹たちからかわいがられているが、その反面、一人前の大人になりたいと焦っている側面がある。その手段として恋人を作ろうとしているが、相手に高望みをしすぎており、うまくいかない。

### その他のキャラクター
さくたろう
声：茅原実里 - 演 : 田中悠貴
マリアージュ･ソルシエールが作り出した眷属で、マリアの一番の友達だった少年。口癖は「うりゅ～」。
楼座が真里亞の誕生日に贈った手作りのライオンのぬいぐるみが依り代になって誕生した。ベアトリーチェによると、マリアが0から生み出した非常に稀有な存在である模様。
天真爛漫で、真里亞の明るさを受け継いでいる。優しい性格で、楼座との親子関係の軋みで真里亞が落ち込んでいる時の慰め役である。
名前の由来は、作中世界で放映されているアニメ『カードマスターさくら』の主人公の名前「さくら」から。ライオンなので男の子の名前にしようと「たろう」をつけて「さくたろう」となったが、マリアは「さくたろ」と呼んでいる。
楼座が真里亞のために作ったこの世でただ一つのぬいぐるみが引き裂かれたため、真里亞の中では完全にさくたろうが消滅したことになっていた。
特別な品を依り代にしているので、ベアトリーチェにも蘇らせることは不可能。ただし、縁寿は六軒島の真相を探っている際、さくたろうと同じぬいぐるみを見たことにより、反魂することができた。
山羊の従者
人間の男性の体に、黒山羊の頭がついた獣頭人身の怪物たち。ベアトリーチェの家具（従者）。
召喚は一度に複数体が呼び出されることが多い。
頭は悪いが命令には忠実で、比較的頭のいい山羊もいる。肉体能力は高く、かなりのパワーとスピードを持つ。使用人のように働くこともできる。
各人に個性は薄く、セリフを発することもない。妹や婚約者がいるものもいる模様。
正体は、メッセージボトルおよび偽書を元にネットで考察を続ける、あるいは屈服したプレイヤーの群れ（episode8のみ）。事件での寄り代は、ヤスの作り上げた幻想キャラクター。
考察が足りなかったり、推理がゲーム盤のルールに則っていないなどの理由により、ドラノールとウィルにより仮説を否定され全員退けられる（ドラノールたちは山羊と思考をぶつけ合う楽しみに笑みさえ浮かべたが、唯一「考えてもムダだと推理を放棄した山羊」にだけは激しい怒りをみせた）。
クレル・ヴォーブ・ベルナルドゥス
声：大原さやか
ベルンカステルによって生み出された「朗読役」もしくは、犯人の「代役」であり、「ベアトリーチェとゲームを擬人化するための依り代」とされる。
人物というより「道具」である。名前は、ベアトリーチェのゲームの最後の案内人を意味している。
白いドレスに身を包んでおり、白い髪と、ベアトリーチェと同じ顔をもつ。一人称は「われ」。「我こそは我にして我等なり」というセリフを頻繁に用いる。
episode7からメタ世界においてのみ登場する。「事件の犯人としてのベアトリーチェ」の過去を朗読劇という形で独白した。
「事件の真相」（犯人、犯行手段、動機）そのものをキャラクターとして擬人化した存在であり、彼女が語る内容はゲーム盤の真相そのものである。いわば、「犯人の代わりに自白をする存在」。
犯人にとって語りたくないことは曖昧な表現のまま済ますこともある。しかし、彼女の語る独白はすべて真相に至る重要なヒントとして扱われている。
終盤にて、ウィラードが事件の真相に至ったために役割を終え、自身の埋葬が執り行われ、黄金の花びらとして散っていった。そのあと、なぞの劇場にてふたたび理御と縁寿の前に姿を見せて、六軒島で実際におきた事件を朗読していく。